# Nordreich Israel

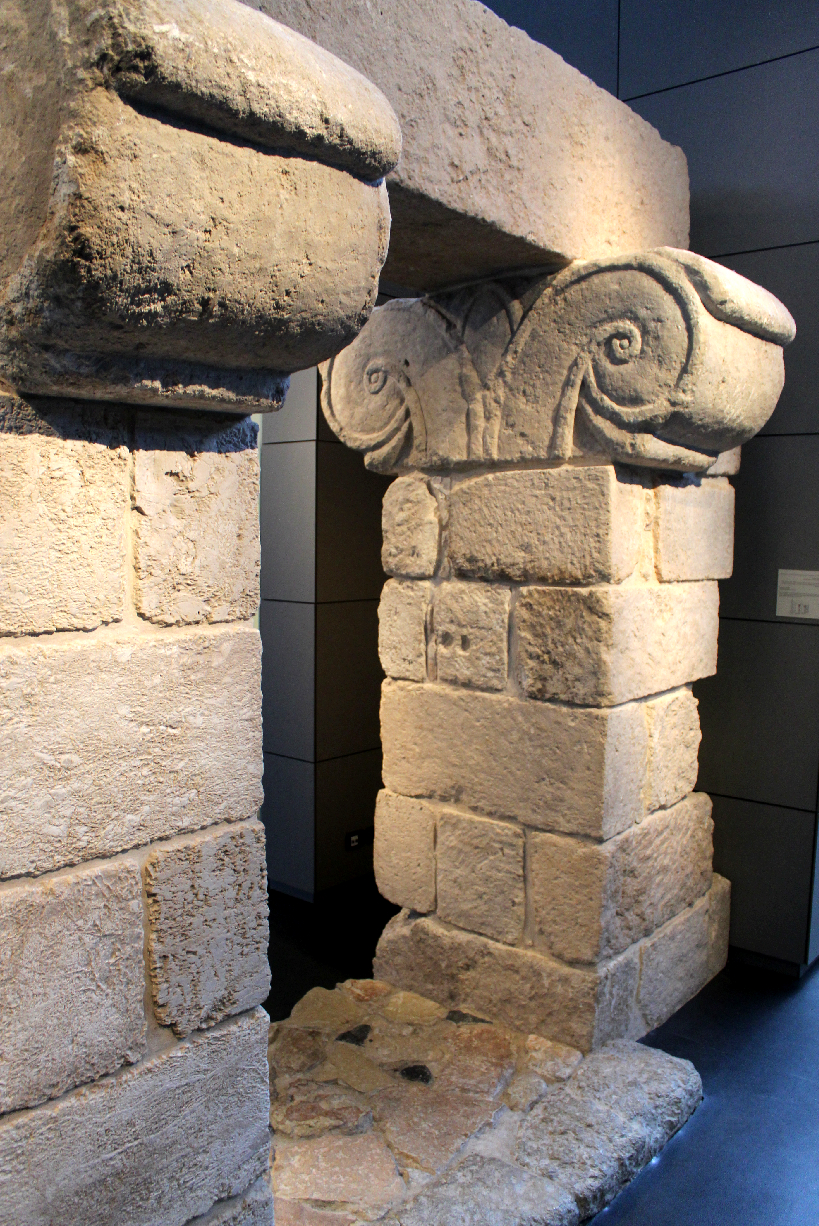
Teil eines Doppeltors der Festung Hazor, 9. Jh. v. Chr., mit Volutenkapitellen (Israel-Museum)

Das Nordreich Israel war ein Staat, der während der Eisenzeit (9./8. Jahrhundert v. Chr.) im östlichen Mittelmeerraum bestand. Die königliche Residenz war Samaria. Das Nordreich Israel ist aus den biblischen Königsbüchern bekannt, die allerdings mit deutlichem zeitlichen Abstand zu den Ereignissen verfasst wurden. Es wird außerdem in außerbiblischen Quellen seit dem 9. Jahrhundert v. Chr. erwähnt. In assyrischen Quellen heißt es auch „Haus Omri“ (Bīt Ḫumrī) oder „Land Omri“ (KUR(māt) Ḫu-um-ri-i). Es fand sein Ende in der Eroberung durch die Assyrer 722/720 v. Chr. „Nordreich“ ist eine in der Fachliteratur übliche Präzisierung, da mit „Israel“ in der Hebräischen Bibel auch eine Ethnie (Israeliten) oder eine Glaubensgemeinschaft (Juden und Samaritaner) bezeichnet werden kann.
Unter der Königsdynastie der Omriden war Israel im 9. Jahrhundert v. Chr. ein unabhängiger Staat, der im Bündnis mit Aram-Damaskus und anderen kleineren Staaten die assyrische Expansion nach Syrien-Palästina eine Zeitlang aufhalten konnte. Im 8. Jahrhundert v. Chr. wurde Israel tributpflichtig gegenüber den Assyrern. Es nahm nun am internationalen Handel teil und produzierte vor allem Olivenöl und Textilien für den Export. Die lange Regierungszeit Jerobeams II. gilt als zweite Blütezeit, die durch Wohlstand, Bevölkerungswachstum, aber auch gesellschaftliche Polarisierung gekennzeichnet war.

## Geographie

Nordreich Israel und Südreich Juda im 9. vorchristlichen Jahrhundert, nach biblischen Angaben

Das Kernland von Israel war das Bergland mit dem Zentrum Samaria. Es besaß fruchtbare Täler, in denen Getreide angebaut wurde, während sich die Berghänge terrassieren und für Oliven- und Weinanbau nutzen ließen. Nördlich davon, bei Megiddo, schloss sich die Jesreelebene an. Nicht durchgängig, sondern nur in den Blütezeiten des Reichs konnten die Könige des Nordreichs diese kontrollieren. Dann hatten sie Zugriff auf ein sehr reiches landwirtschaftliches Gebiet. Außerdem verlief hier eine wichtige Fernhandelsroute zwischen Ägypten und Mesopotamien. Auf nebenstehender Landkarte gehört Dor an der Mittelmeerküste mit seinem Naturhafen zum Territorium Israels. Im archäologischen Befund ist das nicht eindeutig zu belegen. Es lässt sich lediglich wahrscheinlich machen. Israel Finkelstein hält Dor für den wichtigsten Hafen des Nordreichs. Atlit, 12 km weiter nördlich, war nach Finkelstein ein phönizischer Handelsposten an der israelitischen Küste.
Juda, Israels Nachbarstaat im Süden, hatte aufgrund seiner kärglicheren Landesnatur einen Entwicklungsrückstand von über 100 Jahren gegenüber Israel. Daraus folgte im 9. und bis ins 8. Jahrhundert eine starke Abhängigkeit vom Nordreich Israel. Eine eigenständige Politik war für Juda erst im 8. Jahrhundert und verstärkt sogar erst nach dem Untergang des Nordreichs möglich.

## Geschichte

### Hintergrund: Assyrische Expansion
Palästina befand sich aufgrund seiner geografischen Lage stets im Spannungsfeld zwischen Ägypten und Mesopotamien. Hintergrund der gesamten Geschichte Israels ist die Expansion des neuassyrischen Reichs in den syrisch-palästinischen Raum. Nach dem Palästina-Feldzug des Pharaos Scheschonq I. 920/917 v. Chr. folgte eine Periode außenpolitischer Schwäche Ägyptens. Und als Ägypten in Palästina mit der antiassyrische Koalition mit den Kleinstaaten der südlichen Levante, 713 v. Chr. wieder stärker aktiv wurde, existierte das Nordreich Israel bereits nicht mehr.
Erstmals machte sich das Erstarken Assurs am Ende des 10. Jahrhunderts unter Adad-nirari II. (912–891) durch Feldzüge gegen Babylonier und Aramäer bemerkbar. Assur-nasirpal II. (884–859) gewann Staaten im Westen seines Reiches und nördlich Israels als Vasallen hinzu. Sein Nachfolger Salmanassar III. (859–824) vergrößerte das Territorium Assurs weiter, wobei aber das Reich von Urartu die Expansion im Norden aufhielt. Die verbündeten aramäischen Kleinstaaten leisteten im Westen Widerstand. Den Höhepunkt der Annexionspolitik bildete die Herrschaft von Tiglat-pileser III. (745–727), die auch religiös legitimiert wurde: Nach offizieller assyrischer Ideologie hatten die Götter dem König von Assur zusammen mit dem Königtum auch die Weltherrschaft verliehen. Der Altorientalist Andreas Fuchs erläutert, dass die Assyrer daher niemals der Meinung gewesen seien, einen Angriffskrieg zu führen. Ihr König „setzte vielmehr nur sein gutes Recht dort durch, wo ihn böse Menschen an dessen Wahrnehmung hinderten.“ Aus dieser Grundannahme resultierte eine brutale Kriegführung. Weniger eine innovative Waffentechnik als die Kampferfahrung durch ständige Einsätze und die zahlenmäßige Überlegenheit der assyrischen Streitmacht gelten als Gründe für den Erfolg Assurs.
Die kleineren Staaten an der Peripherie, darunter Israel, reagierten auf die assyrische Bedrohung nach einem sich wiederholenden Muster: Konfrontiert mit starker assyrischer Präsenz, unterwarfen sie sich und zahlten Tribut. Ließ der assyrische Druck nach, bildeten sie Koalitionen untereinander und stellten die Zahlungen an Assur ein. Die Zentrale reagierte nach Möglichkeit direkt durch militärische Strafmaßnahmen, erhöhte Abgabenforderungen und Gebietsverkleinerungen. Widerständige Bevölkerungsgruppen wurden in andere Gebiete des Reichs deportiert und an ihrer Stelle neue Bevölkerungsgruppen, die aus anderen Reichsteilen stammten, angesiedelt (Zwei-Wege-Deportation).

### Stammesverbundsstaat
Bei seinem Palästinafeldzug stieß Pharao Scheschonq I. 920/917 v. Chr. von Gaza über Geser nach Megiddo vor, ohne dass sich ihm im Süden oder Norden Palästinas ein für das ägyptische Militär ernstzunehmender Gegner in den Weg gestellt hätte. Eine Siegesinschrift, die im Tempel von Karnak angebracht wurde, listet 150 Orte auf, die Scheschonq verwüstete; sie liegen im Bergland Palästinas sowie in der Jesreel- und Küstenebene. Für das Netz von Dörfern des Berglandes war dieser einmalige Vorstoß Ägyptens nicht so folgenreich, aber den spätbronzezeitlichen Städten der Jesreelebene, die gerade in einer Aufwärtsentwicklung waren, bereitete Scheschonqs Feldzug ein jähes Ende: Tel Rechov, Bet Sche’an, Taanach und vor allem Megiddo. Hier entstand ein Machtvakuum, da die Ägypter keine dauerhafte Besatzung in dem Gebiet zurückließen. Für die Menschen im nördlichen Bergland bot es die Gelegenheit, ein eigenes Königreich zu etablieren.

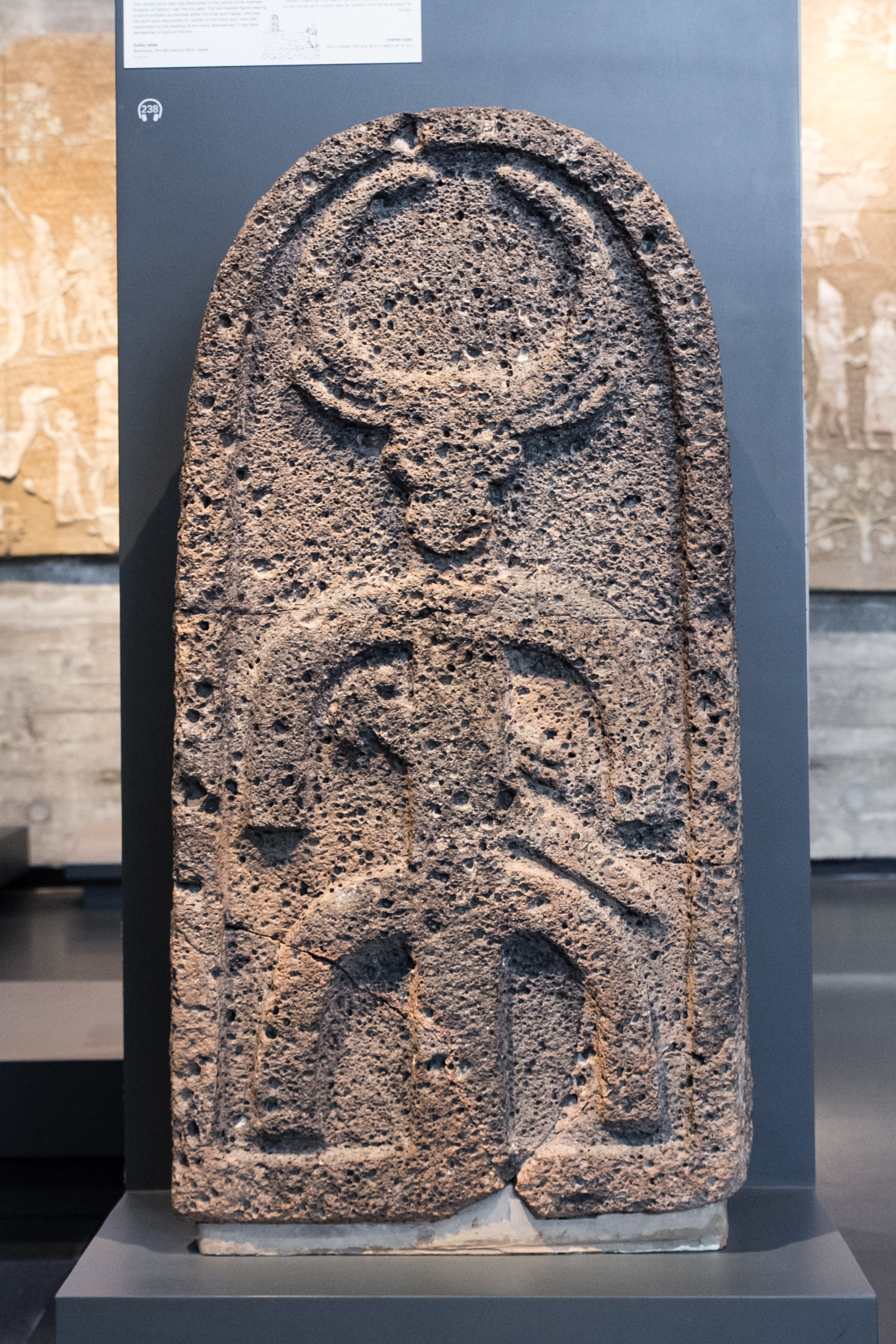
Aramäische Kultstele, et-Tell, Eisenzeit IIB (Israel-Museum)

Als erster König Israels wird Jerobeam I. gezählt, allerdings mit Regierungsantritt zwischen den Jahren 927 und 922 v. Chr. und damit vor dem Feldzug der Ägypter. Vor diesen wich Jerobeam der biblischen Überlieferung zufolge mit seinem Königssitz von Sichem nach Penuel aus. Dass seine Regierungsjahre überliefert sind, deutet auf den Beginn königlicher Annalenschreibung hin. Doch herrschte er nur über einen Stammesverbundsstaat, einen „Kleinststaat des Berglandes.“ Später war das Nordreich ein „potenter Flächenstaat“, eine Mittelmacht der südlichen Levante. Aber für die Zeit Jerobeams I. gilt das noch nicht. Das Territorium des Nordreichs umfasste nämlich nicht von Anfang an das gesamte Gebiet von Dan im Norden bis Bet-El im Süden. Dies sind vielmehr Vorstellungen, die aus dem theologischen Konzept von der Aufteilung des Landes an die Zwölf Stämme Israels und dem Davidisch-salomonischen Großreich abgeleitet wurden. Andere regionale Akteure waren zunächst mächtiger: In Syrien wurde Aram-Damaskus im Verlauf des 9. Jahrhunderts immer stärker und brachte unter anderem das aramäische Reich von Geschur (Gegend um den See Genezareth) unter seine Kontrolle, mit der Tendenz, sich weiter Richtung Süden auszudehnen. Über die aramäischen Häuptlingstümer weiß man noch wenig, ihr kultureller Einfluss auf das Nordreich Israel dürfte aber erheblich gewesen sein. Hier ist die Ausgrabung eines aramäischen Zentralorts der Eisenzeit IIB in et-Tell/Bethsaida hervorzuheben. Möglicherweise ist et-Tell das eisenzeitliche Geschur, aber diese Identifikation ist nicht sicher. Zu den Funden gehört eine Kultinstallation mit einem Podium und einer Basaltstele, die wahrscheinlich eine Mondgottheit in Stiergestalt darstellt. Ikonographisch interessant ist die Kombination von abstrakt-symbolischer und tiergestaltiger Darstellungsweise der Gottheit.
An der Küste befanden sich als weitere regionale politische Akteure die Stadtstaaten Tyros und Sidon sowie weiter südlich die Städte der Philister.
Die biblische Überlieferung berichtet für die Zeit unmittelbar nach der angeblichen Teilung des – in der Wissenschaft heute mehrheitlich angezweifelten – davidisch-salomonischen Großreiches von kriegerischen Auseinandersetzungen zwischen den beiden hebräischen Reichen Juda und Israel um deren benjaminitisches Grenzgebiete. Diese flammten demnach im Anschluss an den ägyptischen Feldzug wieder auf, wobei sich Ben-Hadad I. von Aram wechselnd mit beiden Reichen gegen das jeweils andere verbündet habe und letztlich in das Nordreich eingefallen sei. Dies habe Juda ausgenutzt, um die Dominanz über die benjaminitischen Gebiete zu erlangen. Nachfolgend erlosch der Krieg zwischen den beiden Hebräerreichen.

### Erste Blütezeit unter den Omriden
Ein Heerführer namens Omri (882/878 – 871/870) gründete die erste Dynastie des Nordreichs, das in dieser Phase territoriale Staatlichkeit und politische Bedeutung erreichte. Die Interessen dieses aufstrebenden Staates waren nach Norden und nach Osten gerichtet. Kurzzeitig kontrollierte Israel auch die Jesreelebene, Bet Sche’an und Galiläa, wirtschaftlich prosperierende Gebiete. Die Bedeutung der Dynastie und ihres Gründers zeigt sich auch in außerbiblischen Quellen, die das Nordreich Israel, auch nach dessen Untergang, als Land Omris bezeichnen.

#### Heiratspolitik
Von Omri sind weder ein Herkunftsort noch der Vatersname bekannt. Er agierte innen- und außenpolitisch sehr geschickt. Die Verheiratung seines Sohnes und Thronfolgers Ahab mit der phönizischen Königstochter Isebel (von der Bibel negativ bewertet: 1 Kön 16,31 ) brachte Israel politische und wirtschaftliche Vorteile.
Ahab und Isebel hatten die zwei Söhne Ahasja und Joram und eine Tochter Atalja. Die Namengebung der Kinder zeigt, dass JHWH von ihnen als höchste Gottheit verehrt wurde.
- Unter der Annahme, dass die Königebücher die massive Abhängigkeit Judas von Israel im 9. Jahrhundert verschleiern, ergibt sich folgendes Szenario: Die beiden Söhne Ahabs teilten die Herrschaft über Samaria und Jerusalem untereinander auf, wobei sie anscheinend einmal die Rollen tauschten; das Reich Juda war als Sekundogenitur dem Nordreich Israel zugeordnet. Solche Sekundogenituren sind aus der Umwelt Israels mehrfach bezeugt. Atalja war Schwestergemahlin von Joram.
- Folgt man der biblischen Darstellung und unterscheidet den Omriden Joram in Samaria und den Davididen Joram in Jerusalem, so wäre Atalja mit letzterem verheiratet worden, um Juda eng an Israel zu binden.[29]

Über Vermutungen kommt man nicht hinaus, da die Königsbücher eine rein davidische Dynastie für das Südreich Juda konstruieren. Christian Frevel betont aber, man müsse sich, um den Geschichtsverlauf rekonstruieren zu können, von der Erzählung der Königsbücher lösen. Als weiteren Bestandteil der Bündnispolitik bauten die Omriden Handelsbeziehungen mit Aram aus.

#### Baumaßnahmen

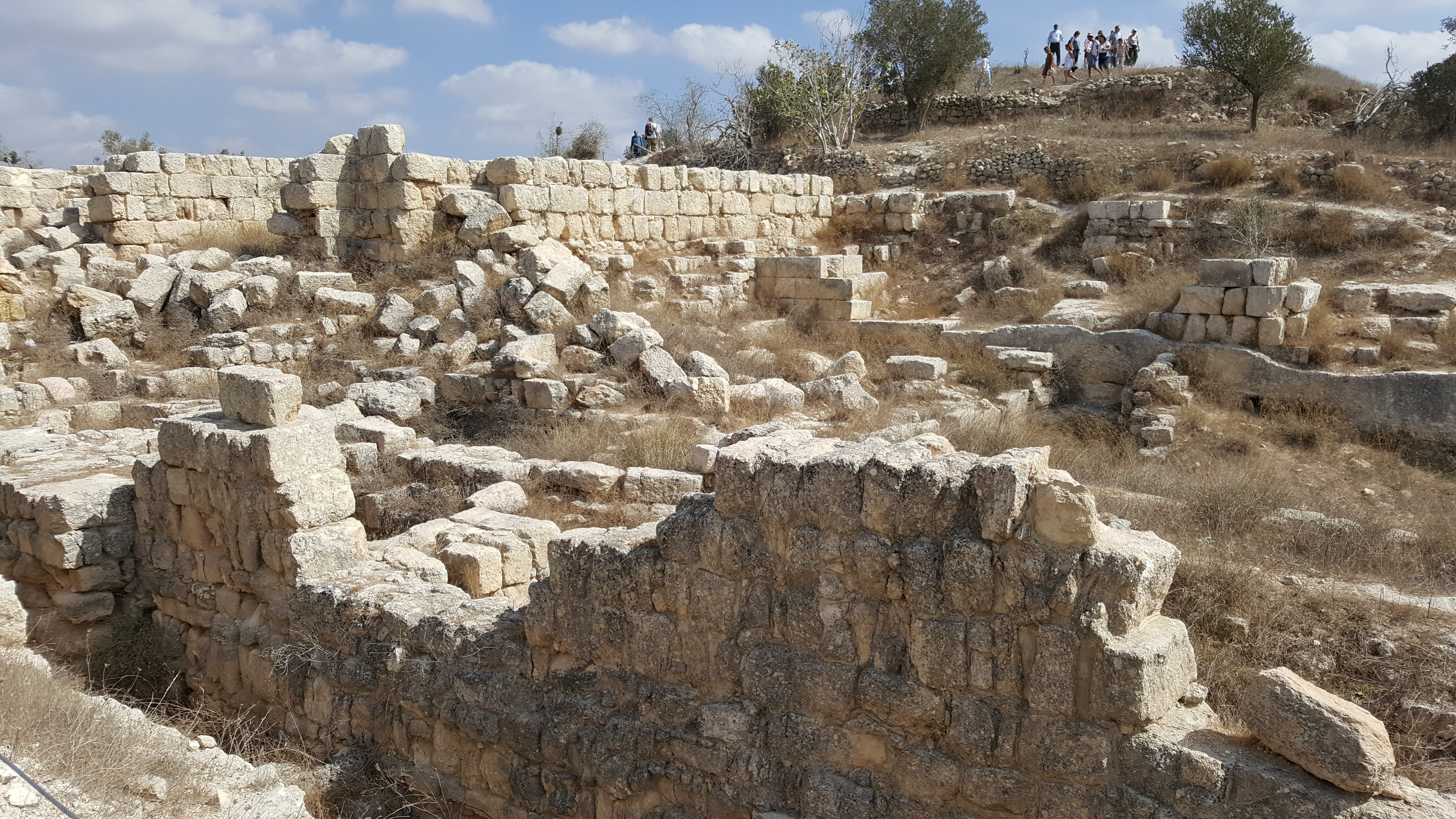
Omridenpalast in Samaria

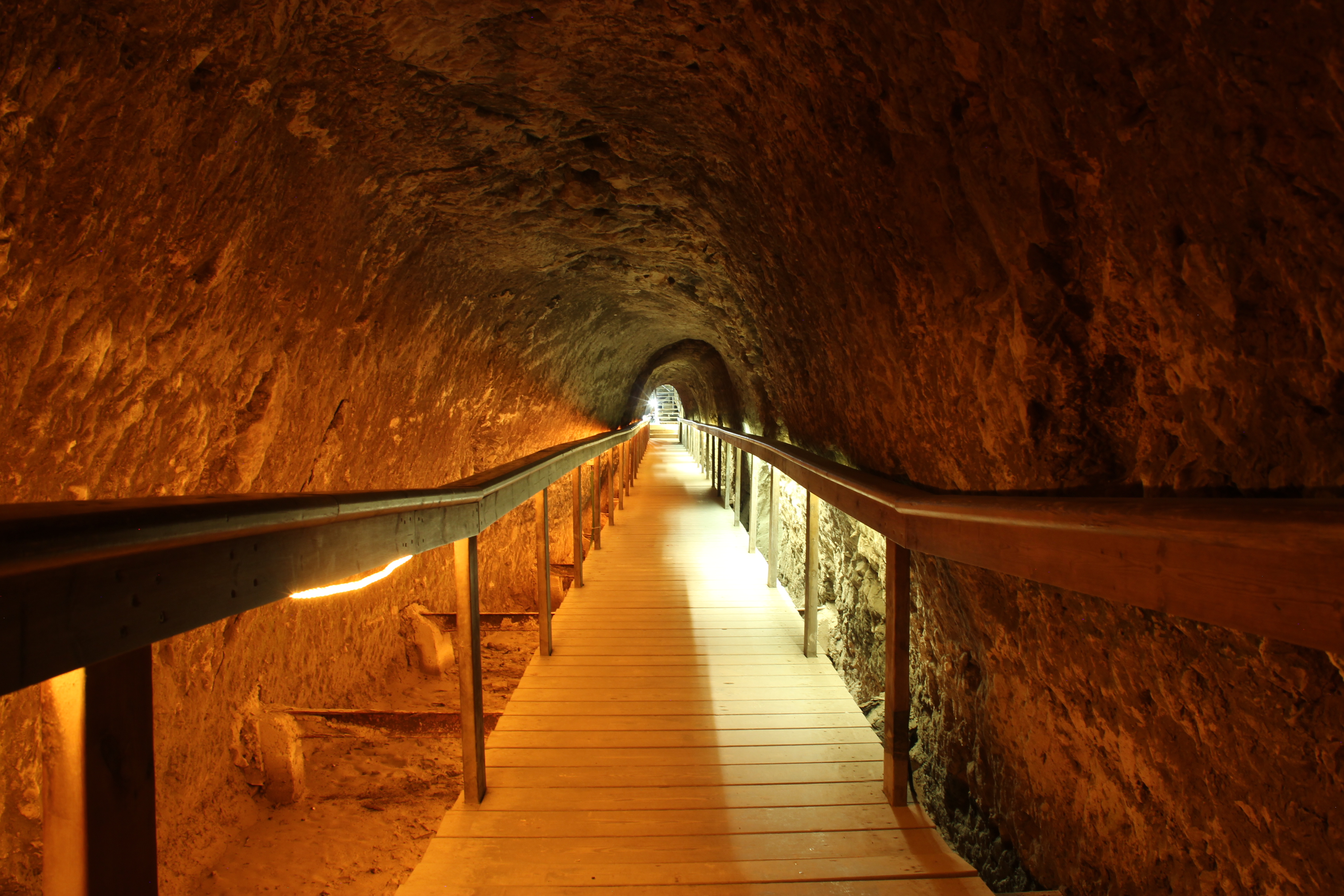
Waagerechter, über 61 m langer Tunnel aus dem Wasserversorgungssystem von Megiddo

Repräsentative Bauten in Samaria, Megiddo, Geser, Jesreel und anderen Orten dienten der Herrschaftskommunikation der Omriden.
Omri ließ um 880 v. Chr. Samaria zur königlichen Residenz ausbauen, was auch im archäologischen Befund erkennbar ist. Der Ort bot sich durch seine verkehrstechnisch günstige Lage an. Es gab zuvor ein schlichtes Dorf oder Gehöft auf der Anhöhe, das Omri einebnen ließ. Da die Lage auf einem Hügel nicht genügend Platz für Repräsentationsbauten bot, wurde mit großem Aufwand Erde zu einer künstlichen Plattform aufgeschüttet, die von einer Stützmauer umzogen wurde. Die Erdfüllung war stellenweise fast 6 m hoch; die Kasemattenkammern der Mauer, die ebenfalls mit Erde gefüllt waren, sollten den Druck der Füllung auffangen. Die so geschaffene Akropolis war etwa 2 ha groß. Der nur teilweise ergrabene Palast zeigt (so Israel Finkelstein) das qualitätvollste eisenzeitliche Mauerwerk, das Archäologen in Israel/Palästina freigelegt haben. Das Hauptgebäude hat eine Grundfläche von etwa 2000 m². Protoäolische Kapitelle, die die Archäologen im Schutt fanden, hoben wahrscheinlich das Haupttor hervor. Andere Archäologen ordnen die Kasemattenmauer allerdings erst dem 8. Jahrhundert, also wahrscheinlich der Herrschaft Jerobeams II., zu.
Hazor wurde als Grenzfestung gegen die Aramäer ausgebaut. Es war die bedeutendste Stadt der Omriden im Norden, wo sie aramäische Gebiete beanspruchten. Geser dagegen war der Grenzort Israels im Südwesten.
In Jesreel sollte wohl die Kavallerie des Nordreichs stationiert werden. Hier gab es gute Voraussetzungen für die Pferdehaltung, so ließen sich Wasser, Gerste und Heu aus der Umgebung leicht bereitstellen. Eine militärische Nutzung der Anlage ist jedenfalls plausibler als der von der früheren Forschung hier vermutete „Winterpalast“ der Könige Israels. Diese Deutung war letztlich den biblischen Erzählungen geschuldet, die in Jesreel spielen (z. B. Nabots Weinberg, 1 Kön 21,1 ). Wie in Samaria hatten die Erbauer in Jesreel ein künstliches Plateau aufgeschüttet, das mit einer Kasemattenmauer umfangen war. Da Jesreel nur kurzzeitig im 9. Jahrhundert bewohnt war, bot sich den Archäologen hier die Gelegenheit, Kriterien für omridische Architektur und Keramik zu entwickeln, die sich für andere Orte mit komplexer Besiedlungsgeschichte nutzen ließen.
Sowohl in Hazor als auch in Megiddo schufen die Baumeister der Omriden aufwändige Tunnelsysteme, um die Versorgung mit Trinkwasser zu sichern. Dabei ging es nicht nur um den praktischen Wert einer solchen Anlage im Fall der Belagerung, sondern auch um das Prestige, das der königliche Bauherr damit gewann. Unter den Palastbauten ist der Südpalast von Megiddo hervorzuheben, der dem nordsyrischen bit-ḫilani-Typ folgte und eine Grundfläche von etwa 20 × 35 m hatte. Auch hier wurden zwei protoäolische Kapitelle gefunden, wahrscheinlich gehörten sie zum Palasttor. Interessant ist der Gebäudetyp des Pfeilerbaus, dem man an mehreren Orten begegnet. Für Megiddo ist eine Nutzung als Pferdeställe wahrscheinlich gemacht worden. Über die Nutzung der Pfeilerbauten an anderen Orten besteht kein Konsens; anscheinend waren sie multifunktional und konnten z. B. als Lagerräume dienen.
Unter Omri griff Israel ins Ostjordanland aus und brachte Moab unter seine Oberherrschaft, wobei Atarot (Ḫirbet ʿAṭārūs) und Jahaz (Ḫirbet el-Mudēyine eṯ-Ṯemed) als Grenzfestungen ausgebaut wurden. Diese beiden Festungen, die in der Mescha-Inschrift erwähnt werden, zeigen architektonische Merkmale, die von omridischen Bauten in Samaria, Jesreel, Megiddo VA–IVB, Hazor X und Gezer VII bekannt sind: Podien, Kasemattenmauern, Torbauten, Glacis und Graben. Das von der Befestigung umschlossene Areal hat meist einen rechteckigen Grundriss (Ausnahme: Hazor) mit großen Freiflächen zwischen den Gebäuden.

#### Schlacht bei Qarqar

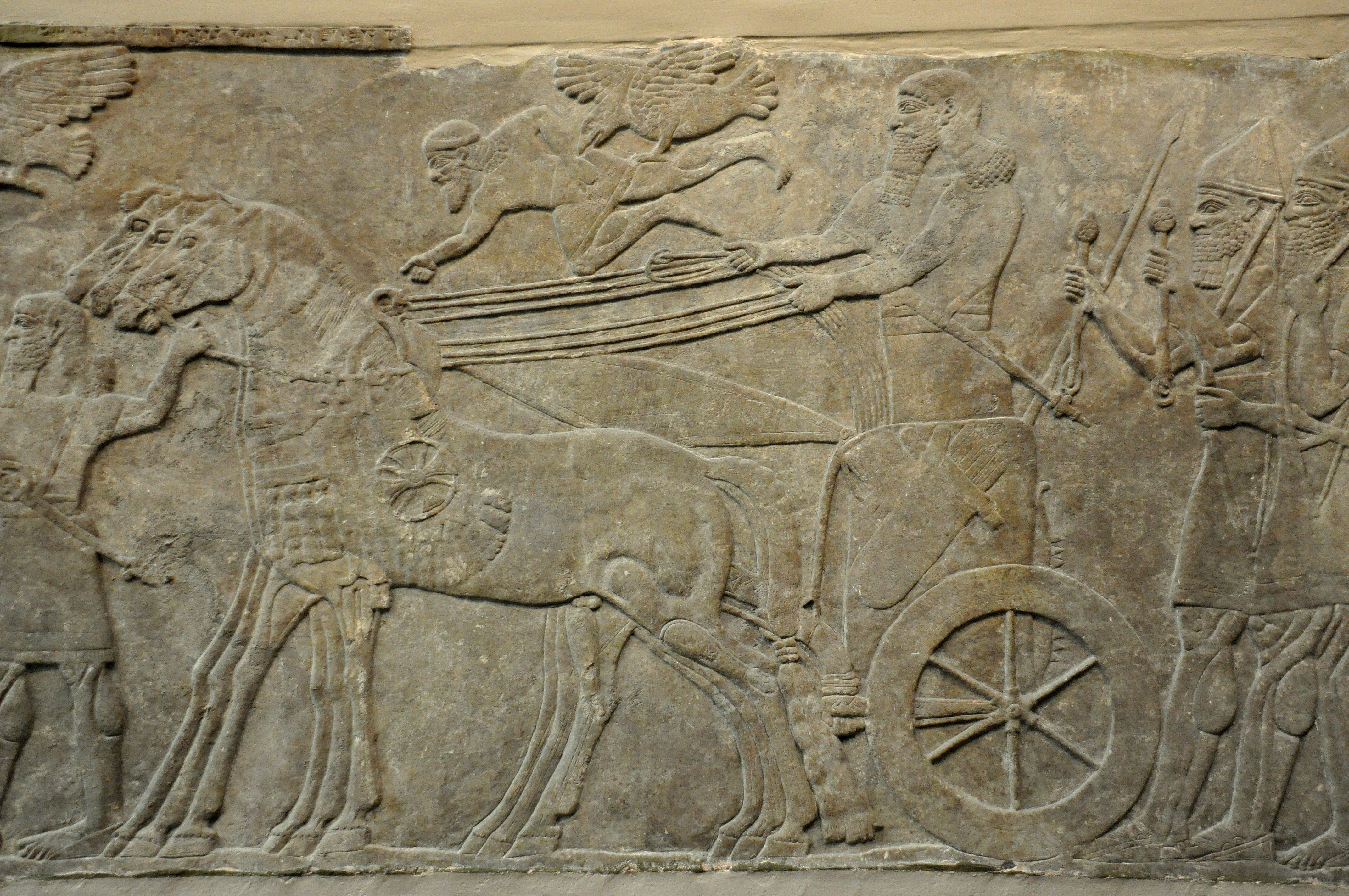
Assyrischer Streitwagen (British Museum)

Omris Sohn Ahab (871/870 – 852/851) verfügte über eines der größten Berufsheere in der Region und setzte die Expansionspolitik zunächst erfolgreich fort, wie die Inschrift der Mescha-Stele belegt. Er beteiligte sich an einem antiassyrischen Bündnis, dem unter anderem die phönizischen Städte und Aram-Damaskus angehörten und das der assyrischen Streitmacht unter Salmanassar III. in der Schlacht bei Qarqar (853 v. Chr.) entgegentrat. Die Taktik der Assyrer scheint generell darin bestanden zu haben, den Gegner in einer ersten Phase durch einen Hagel von Pfeilen sturmreif zu schießen und darauf den Angriff mit Streitwagen folgen zu lassen, von dem man die militärische Entscheidung erwartete.
Nach der Inschrift auf dem Kurkh-Monolith stellte Ahab das größte Kontingent von Streitwagen in der antiassyrischen Koalition. Die in dieser assyrischen Quelle genannten Zahlen wurden immer wieder von Historikern angezweifelt: Ahab hätte demnach 2000 Streitwagen und 10.000 Fußsoldaten eingebracht. Er hätte ungefähr so viele Streitwagen zur Verfügung gehabt wie das gesamte assyrische Heer. Mit Nadav Na’aman hält Hermann Michael Niemann 200 Streitwagen für ein realistisches Kontingent, das Israel unter Ahab hätte stellen können. Eher widerwillig brachte Ahab, so Niemann, die Streitwagentruppe in die antiassyrische Koalition ein. Was von dieser prestigeträchtigen Militäreinheit nach der Schlacht von Qarqar noch übrig war, ist nicht bekannt. Salmanassar beanspruchte auf dem Kurkh-Monolithen zwar den Sieg für sich, aber die direkten Konsequenzen sprechen dafür, dass er unterlag. Denn Salmanassar brach seinen Vorstoß ab und kehrte nach Assyrien zurück.

#### Ende der Omridendynastie
Nach Omer Sergi war das Engagement in der antiassyrischen Koalition in den Jahren 853–845 v. Chr. auf Dauer eine Überforderung der militärischen Möglichkeiten der kleineren Verbündeten. Am meisten hatte Hamat zu leiden, auf dessen Gebiet die Kämpfe ausgetragen wurden. Aufgrund des anhaltenden assyrischen Drucks scherte es aus der Koalition aus und unterwarf sich den Assyrern. Auch Israel war militärisch damit überfordert, immer wieder Kontingente weit gen Norden zu schicken, um sich an diesen Kämpfen zu beteiligen. Das zeigte sich deutlich, als Moab nach dem Tod Ahabs seine Tributzahlungen einstellte und als Mescha von Moab Festungen der Omriden im Ostjordanland einnahm. Joram von Israel versuchte vergeblich, die Oberhoheit des Nordreichs über Moab wiederherzustellen – ein Indiz schwindender militärischer Stärke. Nun bereitete auch Samaria seinen Übergang in ein assyrisches Vasallenverhältnis vor. Damit machte sich Joram freilich Aram-Damaskus, den früheren Verbündeten, zum Feind. Joram hielt die Situation für günstig, gerade dann, als die Assyrer Damaskus angriffen, selbst auf aramäisches Territorium, nach Gilead, vorzustoßen. Bei Ramot-Gilead kam es zur Schlacht mit den Aramäern. Joram von Israel erlitt eine Niederlage und fiel in diesen Kämpfen wahrscheinlich, ebenso Ahasja von Juda. Möglicherweise bekamen die siegreichen Aramäer bei dieser Schlacht auch Jehu, den Heerführer Israels, in ihre Gewalt, begnadigten ihn aber und installierten so einen Vasallen auf dem Thron von Samaria.

### Dynastie der Jehuiden (oder Nimschiden)

#### Jehus „Revolution“

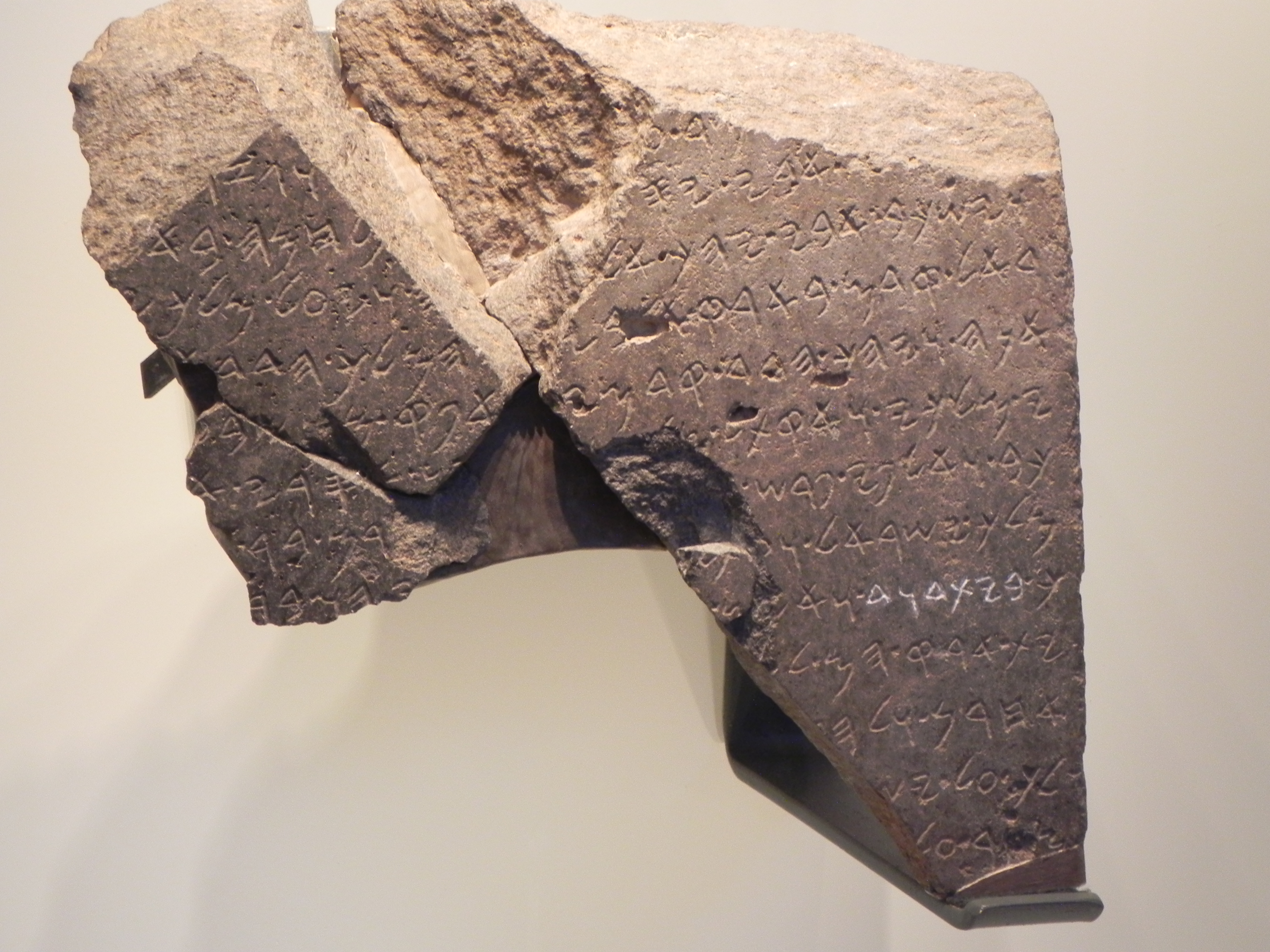
Inschrift von Tel Dan, Zeilen 6–9: „[…] Und ich tötete […mä]chtige (?) [Könige], nahm tau[sende] Kriegswagen und tausende Pferde. [Und ich tötete Jo]ram, Sohn [Ahabs], König von Israel und [ich] tötete [Ahas]jahu, Sohn [Jorams, Kön]ig vom Hause Davids und ich setzte […]“ (Israel-Museum)

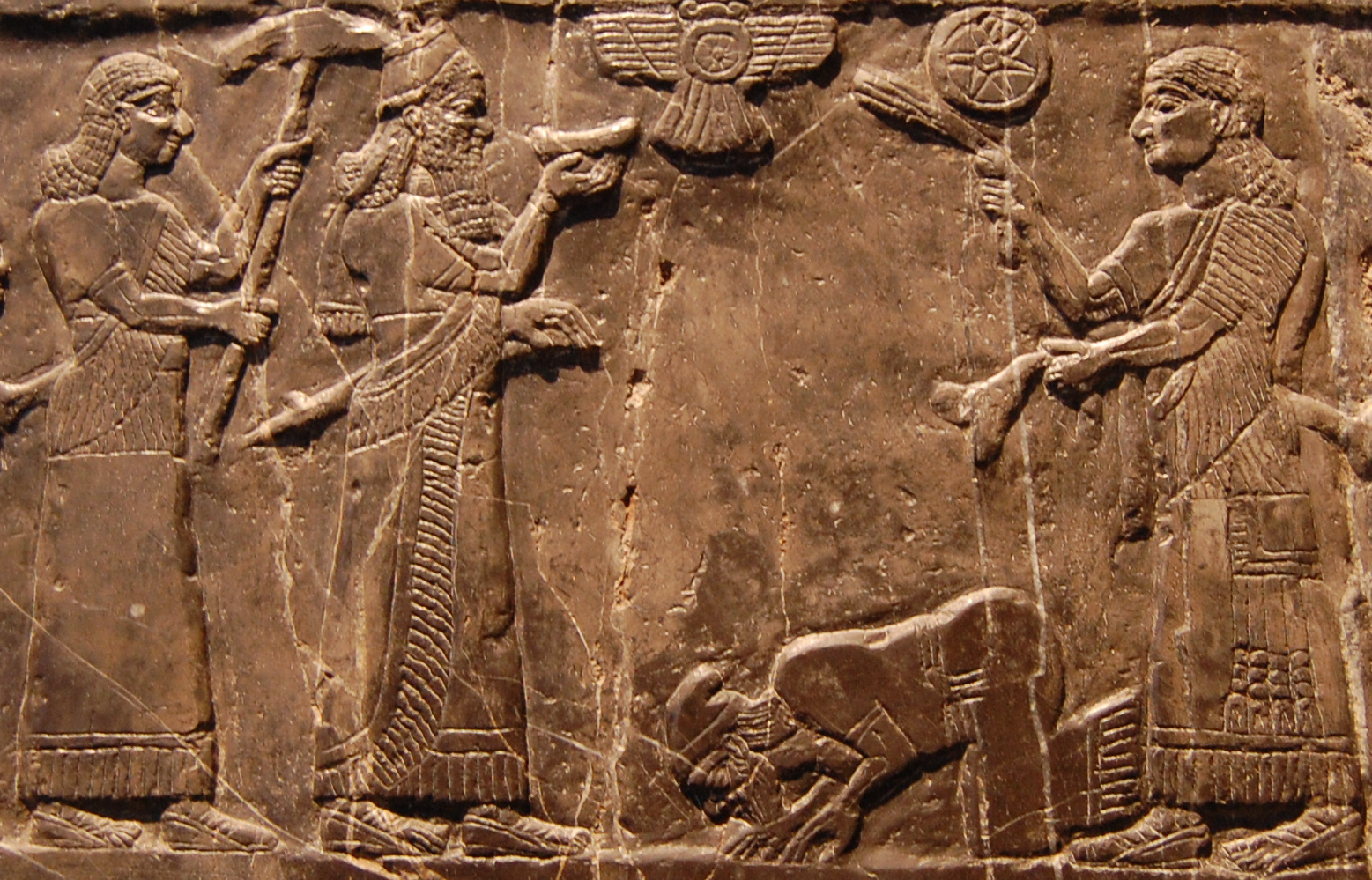
Jehu unterwirft sich Salmanassar III. „Der Tribut des Jehu von Beth-Omri – Silber, Gold, eine Schale aus Gold, eine Schüssel aus Gold, Kelche aus Gold, Eimer aus Gold, Zinn, ein Szepter für die Hand des Königs (und) Spieße – empfing ich von ihm.“(Schwarzer Obelisk, British Museum)

Mit Jehu (Jehu ben Joschafat ben Nimschi) bestieg ein Usurpator den Thron und begründete eine Dynastie, die mit fünf Generationen die am längsten regierende Dynastie des Nordreichs war. Nachweisbar ist, dass Jehu 841 v. Chr. Tribut an die Assyrer zahlte; durch seine Erwähnung auf dem Schwarzen Obelisken ist hier ein fixes außerbiblisches Datum gegeben. Damit blieb er außenpolitisch der von Joram eingeschlagenen Linie treu. Aber wann kam Jehu an die Macht? Setzt man die biblischen Angaben der Regierungsjahre seiner Vorgänger Ahasja und Joram als zuverlässig voraus, so putschte Jehu im gleichen Jahr 841. In diesem Fall bleibt kein Spielraum für eine eigenständige Politik bzw. Kooperation mit Hasael von Damaskus, der bei seinem Putsch eventuell im Hintergrund stand, sondern Jehu unterwarf sich unmittelbar den Assyrern. Um dieses Szenario zu vermeiden, wird der Putsch Jehus traditionell etwas früher datiert, auf das Jahr 845 v. Chr. Dann lässt sich die Tel-Dan-Inschrift auf diese Vorgänge beziehen. Nach dem weit verbreiteten Verständnis des fragmentarischen Textes rühmt sich der Verfasser, die Könige Joram von Israel und vermutlich Ahasja von Juda (dem hier sogenannten „Haus Davids“) getötet zu haben, Aktionen, die die Bibel (2 Kön 9–10 ) Jehu zuordnet. Schon wegen der aramäischen Sprache der Inschrift ist unwahrscheinlich, dass Jehu eine solche Stele setzen ließ. So wird meist Hasael von Damaskus als Verfasser vermutet, wozu auch der Fundort Tel Dan als Grenzort gut passt. Dass Jehu allerdings mit aramäischer Unterstützung putschte, um sich dann gegen aramäische Interessen den Assyrern zu unterwerfen, ist sehr spekulativ. Die in der Fachliteratur übliche Bezeichnung des Militärputschs als „Revolution Jehus“ ist der biblischen Darstellung verpflichtet, wonach Jehu mit einem Brief die Stadtaristokratie zur Teilnahme aufforderte (2 Kön 10,1–6 ). Auf der biblischen Darstellung beruht ebenfalls die Interpretation, nach der die Machtübernahme Jehus im Nordreich allgemein begrüßt wurde, weil er ein entschiedener Anhänger des JHWH-Kults gewesen sei, der die Duldung des Baal-Kults unter den Omriden beendete.
In Jerusalem hielt sich mit Atalja zunächst eine Angehörige der Omridendynastie nach dem Tod ihres Mannes an der Macht. Es scheint aber, dass die Jerusalemer Eliten erkannten, dass sich auf die Dauer keine Politik gegen die Interessen Samarias machen ließ, wo nun die Nimschiden an der Macht waren. Atalja wurde also ermordet und durch Joasch ersetzt, ein Kind, dessen davidische Abstammung, wie Christian Frevel vermutet, von den biblischen Autoren fingiert wurde; in Wirklichkeit habe es sich um einen Angehörigen der Nimschi-Familie gehandelt.

#### Aramäischer Feldzug
Trotz aller Anstrengungen gelang es Salmanassar III. nicht, Damaskus zu erobern. Nun wurde deutlich, dass die Aufkündigung des Bündnisses mit Aram-Damaskus Israel einen Preis kosten würde. Hasael von Damaskus, der wegen des vorläufigen Ausbleibens weiterer assyrischer Feldzüge an Handlungsfreiheit gewonnen hatte, stieß ab etwa 837 von Norden auf das Territorium Israels vor, das nun über keine verbündete Reiche in der Nachbarschaft mehr verfügte. Einen Zerstörungshorizont, der sich diesem Feldzug Hasaels zuordnen lässt, findet man an verschiedenen archäologischen Stätten: Hazor IX, Megiddo VA–IVB, Tel Jokneam XIV, Jesreel und Taanach IIB. Von Israel blieb nur mehr das Kerngebiet im Bergland von Samaria übrig, der ganze Norden fiel an Hasael, der Dan, Hazor und Bethsaida als aramäische Städte ausbaute. Damit nicht genug: an der Küste stieß Hasael bis weit in den Süden vor. Er zerstörte Tell es-Safi/Gat (um 830, vgl. 2 Kön 12,18  und Am 6,2 ). Seine Expedition in den Süden zielte wahrscheinlich darauf, den Kupferhandel mit den Edomitern unter seine Kontrolle zu bekommen. Joasch von Juda erreichte durch hohe Tributzahlung, dass Hasael Jerusalem verschonte (2 Kön 12,18–19 ). Einzelne Vorstöße der Aramäer erreichten auch den unbesetzten Teil Israels und Samaria selbst wurde belagert. Zudem verbündete sich Hasael mit den Philistern, die daraufhin aus Richtung der Küste erneut gegen Israel vorgingen. Zudem nutzten die Ammoniter die Schwäche Israels, um in Gilead einzufallen.

#### Zweite Blütezeit Israels unter Joasch und Jerobeam II.
Das Kräfteverhältnis verschob sich wieder zugunsten Israels in der Zeit von Adad-nīrārī III. Dieser belagerte im Jahr 800 v. Chr. Damaskus, woraufhin Aram-Damaskus gegenüber den Assyrern tributpflichtig wurde und kaum noch in der Lage zu Feldzügen gegen Israel war. Joasch von Israel (800–785) zahlte diesem assyrischen Herrscher 796 v. Chr. ebenfalls Tribut. Bereits Joasch weitete die israelische Vorherrschaft wieder ins Westjordanland aus. Zudem begann unter ihm ein erneutes militärisches Vorgehen in Richtung Süden gegen Juda, in dessen Verlauf seine Truppen Jerusalem eroberten, plünderten und Teile der Stadtmauer schleiften. Joaschs Sohn und Nachfolger Jerobeam II. (785–745) konsolidierten Israel weitern und sie gewannen an die Aramäer verlorene Gebiete im Norden teilweise zurück. Mit der Jesreelebene, Gilead, Baschan und Galiläa sowie den Städten Hazor und Abel-Bet-Maacha kontrollierte Samaria wieder wirtschaftlich starke Regionen, in denen Textilien hergestellt wurden, ein wichtiges Exportgut Israels. Das Süd- und Westufer des Sees Genezareth gehörte zum Nordreich Israel, das Nord- und Ostufer verblieb allerdings bei Aram-Damaskus. Eine archäologische Stätte, an der man diese Entwicklung nachvollziehen kann, ist Tell el-Oreme/Kinneret, ein Ort, der in Stratum II zur israelitischen Grenzfestung ausgebaut wurde. In dieser zweiten Blütezeit des Nordreichs Israel fällt auch der Ausbau Megiddos zum Verwaltungszentrum (Stratum IVA). Adad-nīrārī III. übertrug anscheinend seinem Vasallen Israel die Kontrolle über die Handelsroute nach Arabien, da es den Assyrern reichte, ihre Interessen hierbei indirekt gewahrt zu wissen.
Auf Jerobeam II. folgten fünf Könige mit jeweils nur Kurzer Herrschaftszeit und laut biblischer Überlieferung oft gewaltsamen Machtwechseln. Dabei spielten offenbar Auseinandersetzungen über das Verhältnis zu Assyrien wie auch Konflikte zwischen den israelischen Stämmen eine Rolle.

### Antiassyrische Koalition und Fall Samarias

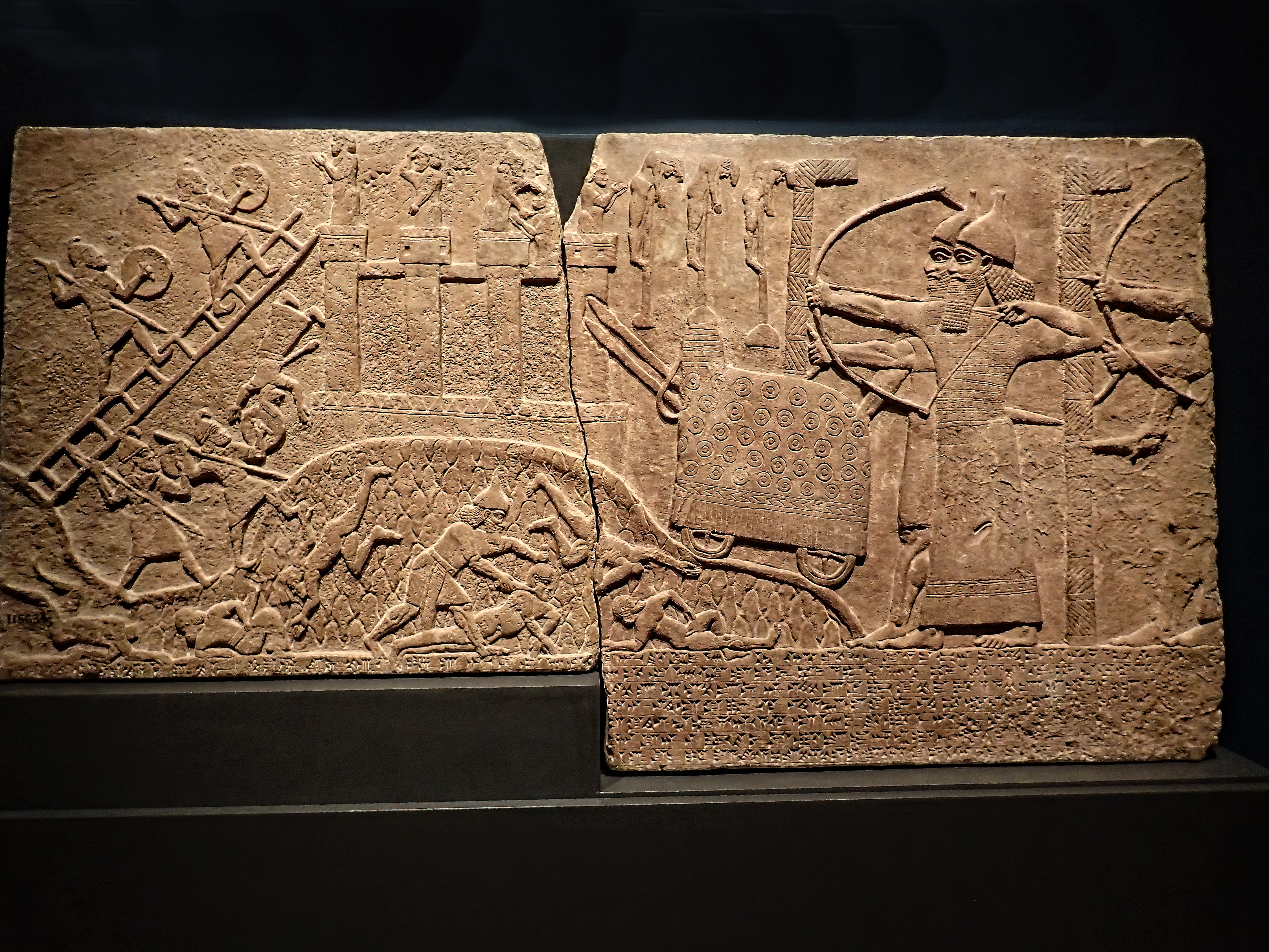
Eroberung einer Stadt, Relief im Palast Tiglat-Pilesers III in Nimrud (British Museum)

Im Jahr 738 v. Chr. erhielt der assyrische Herrscher Tiglat-pileser III. Tribut von Menahem von Israel und Rezin von Damaskus. Unter Tiglat-pileser III. nahmen die Assyrer ihre Expansion nach einer kurzen eher passiven Phase wieder auf. Der Assyrerkönig war dadurch militärisch zunächst im Osten und Süden seines Reichs gebunden, und die lokalen Akteure im syrischen Raum nutzten dies, um ihren Widerstand gegen die assyrischen Oberherrschaft zu organisieren. Als Tiglat-Pileser III. im Jahr 734 v. Chr. den Schwerpunkt wieder in den Westen verlagerte und an der Küste entlang bis zur ägyptischen Grenze (bei Gaza) vorstieß, beeilten sich die Kleinstaaten Juda, Ammon, Moab und Edom, ihm Tribut zu entrichten. Rezin von Damaskus, Hiram II. von Tyros und Pekach von Israel dagegen erneuerten die frühere antiassyrische Koalition. Sie drängten Ahas von Juda, ihrem Bündnis beizutreten, der sich jedoch weigerte – hier erkennt man, wie das Südreich sich aus der Dominanz des Nordens löste und versuchte, einen eigenen politischen Weg zu gehen. Juda blieb getreuer assyrischer Vasall und bat die Assyrer möglicherweise um Militärhilfe. In der alttestamentlichen Fachliteratur wird dieser Konflikt traditionell als Syrisch-Ephraimitischer Krieg bezeichnet. Es ist aber nicht deutlich, ob es überhaupt zu einer militärischen Konfrontation zwischen Damaskus, Israel und Juda kam. Jedenfalls griff Tiglat-pileser III. die Koalition seiner Gegner 733 an. Damaskus fiel im Jahr 732 v. Chr. und wurde in eine assyrische Provinz umgewandelt. Israel verlor Galiläa, die Jesreelebene, Megiddo, Dor und Transjordanien, Gebiete, aus denen die Assyrer zwei neue Provinzen Megiddo und Karnajim formten. Die Festungsstadt Hazor wurde geschleift. Das Nordreich Israel war zu einem Rumpfstaat zusammengeschmolzen, im Kern ein Stadtstaat rund um Samaria, und hatte seine wirtschaftlich stärksten Gebiete verloren; hinzu kam die Deportation von Teilen der Bevölkerung, insbesondere der Oberschicht. Pekach wurde von den Assyrern abgesetzt, die Hoschea als neuen König in Samaria auf den Thron hoben. Dieser verhielt sich anfangs auch als assyrischer Vasall und zahlte Tribut; auf die Nachricht vom Tod Tiglat-Pilesers III. hin wagte er 727 v. Chr., zusammen mit einigen anderen Vasallenstaaten, jedoch den Aufstand.
Salmanassar V. belagerte Samaria ab 724 v. Chr. Es gelang ihm, Hoschea gefangen zu nehmen; 722/721 nahm er die Stadt ein. Da er aber vor der vollständigen Eroberung verstarb, führte sein Nachfolger Sargon II. das Werk zu Ende und musste anscheinend Samaria im Jahr 720 ein zweites Mal erobern. Nun wurde Samaria und Umland in eine assyrische Provinz umgewandelt. Hierbei gibt es allerdings eine Merkwürdigkeit: Eine zwei- bis dreijährige Belagerung und anschließende Zerstörung Samarias wird weder durch außerbiblische Texte noch durch archäologische Befunde bestätigt. Die Bibel berichtet eine Belagerung und Einnahme, aber keine Zerstörung Samarias. Hermann Michael Niemann schlägt deshalb vor, die Akropolis von Samaria nicht als Hauptstadt im eigentlichen Sinn zu sehen, sondern als königliche Residenz, die den Herrschern des Nordreichs zu Repräsentationszwecken diente und deren Befestigung nur ausgereicht habe, um herumstreifende aramäische Banden von einem Raubzug abzuhalten. So seien die Assyrer problemlos in Samaria eingedrungen und hätten König Hoschea gefangengesetzt. Zu propagandistischen Zwecken ließ Sargon II. die frühere Residenz als Hauptstadt der Provinz Samarien (Šāmirīna) ausbauen und wurde so zum eigentlichen Stadtgründer Samarias.
Als assyrische Untertanen befanden sich die Israeliten in der gleichen Situation wie die Assyrer selbst, da es so etwas wie ein assyrisches Bürgerrecht und damit verbundene Privilegien nicht gab. Aus der Sicht des Königs und seines Machtapparats waren die Untertanen lebendes Inventar und konnten auf dem Gebiet des Reichs so hin- und hergeschoben werden, wie er das für nützlich hielt. Ein erwünschter Nebeneffekt war, dass die durch Deportationen durcheinandergewürfelten Bevölkerungen uneinig und zu einem geschlossenen Widerstand unfähig waren. Die in der Bibel berichtete Deportation (2 Kön 17,6.24–41 ) entspricht den historischen Tatsachen. Deportiert wurde nur eine Minderheit: städtische Eliten und Spezialisten. Insbesondere die Streitwagenkämpfer waren solche Spezialisten, sie wurden der assyrischen Armee eingegliedert. Aufgrund ihrer Personennamen, die den Namen des Gottes JHWH enthalten, lassen sich in assyrischen Quellen rund 50 deportierte Personen an ihrem neuen Wohnort mehr oder weniger sicher identifizieren. Einzelne Deportierte machten demnach Karriere beim Militär oder in der Beamtenschaft, andere wurden als Bürgen oder Zeugen in juristischen Texten erwähnt. Aufgrund dieser Lebenszeichen der Exilierten erklärt Manfred Weippert den in der Spätantike aus 2 Kön 17,23 herausgesponnenen Mythos der Zehn Verlorenen Stämme und ihrer Schicksale für „ein Produkt exegetischer Phantasie, … das sich hart an der historischen Wirklichkeit stößt.“ Auch die in der Wissenschaft vertretene Variante, alle Exilierten seien im Schmelztiegel des Neuassyrischen Reichs aufgegangen und hätten ihre Identität verloren, sei zu revidieren.
Die Mehrheit der Bevölkerung des Nordreichs wurde nicht deportiert, sondern blieb, wo sie war. „Die Ansiedlungen neuer Bevölkerungselemente in Samaria und Samarien brachten […] neue kulturelle Impulse in die Region, doch war ethnische und kulturelle Inhomogenität hier nichts Neues.“ (Angelika Berlejung)

## Militär
Dass die Dynastiegründer Omri und Jehu zum Militäradel gehörten, ist typisch für eisenzeitliche Könige in der Levante: Damaliges Königtum war die „Herrschaft einer Ritterkaste über eine bäuerliche, in Dorf- und Stammesgemeinschaften lebende Bevölkerung,“ so Christoph Levin.

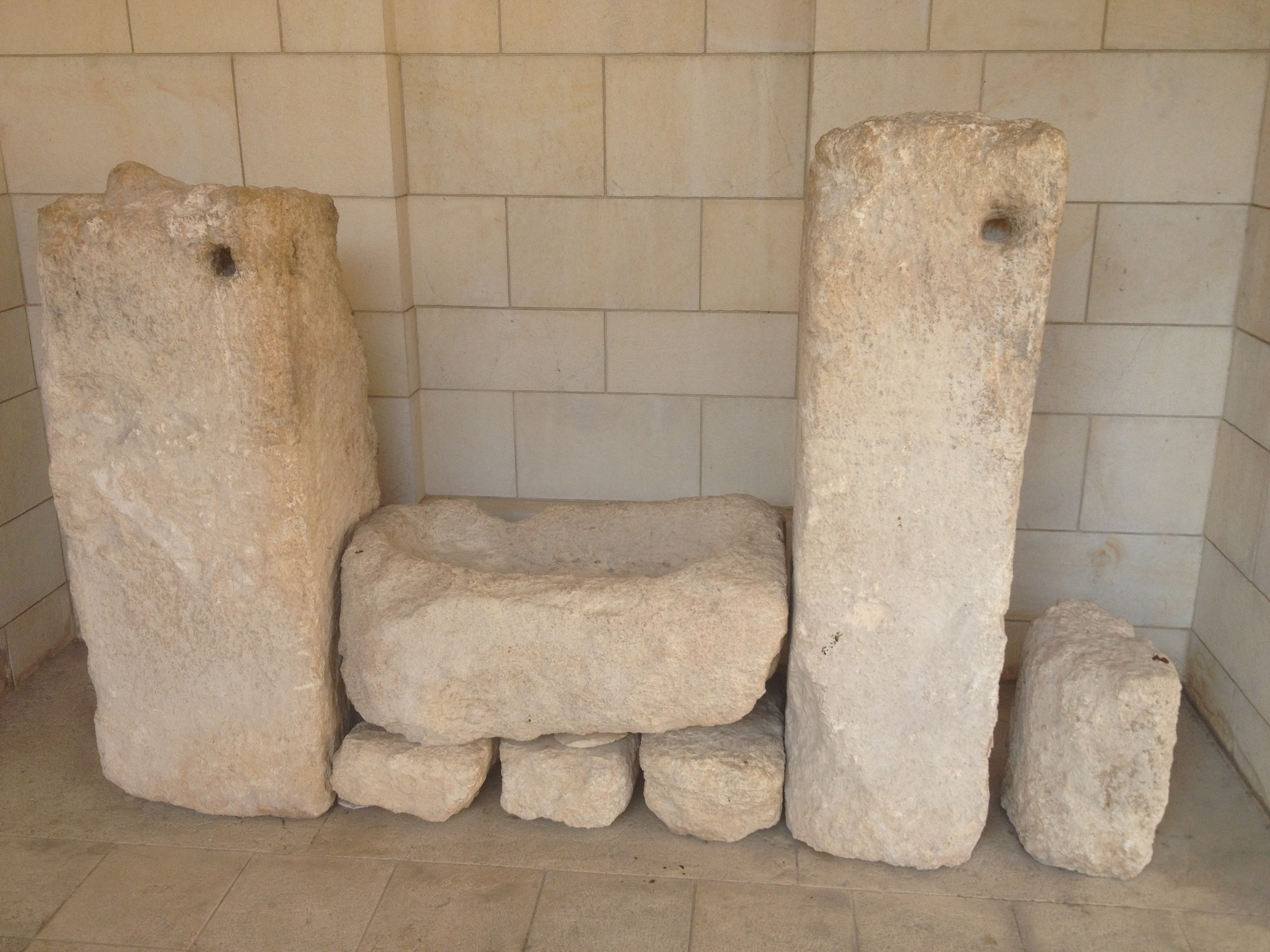
Als Futterkrippe für Pferde gedeutetes Inventar eines Pfeilerbaus in Megiddo (Rockefeller Museum, Jerusalem)

Schon die ersten Könige Israels hatten eine Streitwagentruppe aufgebaut, obwohl diese im bergigen Kernland Israels kaum einsetzbar war. Sie wollten in die Ebenen vorstoßen. Dort gab es mehrere lukrative Ziele: Scharonebene, Jesreelebene, Untergaliläa, Hule-Becken, Jordantal, Bucht von Besan, Golan, Baschan, Mischor. Ahab konnte ein bedeutendes Streitwagenkontingent in der Schlacht bei Qarqar einsetzen, was auch die Wirtschaftskraft Israels in der Omridenzeit zeigt. Denn Streitwagen waren teuer, besonders durch die je zwei bis vier Pferde, die für ihre Bespannung nötig waren. Da Ahab sie nicht im großen Stil erbeuten oder als Tribut einfordern konnte, musste er sie kaufen, und weitere Investitionen waren für Unterbringung der Pferde und Instandhaltung der Streitwagen erforderlich. Die Streitwagenkämpfer waren eine Gruppe der Oberschicht, die mit Land und anderen Privilegien versorgt wurde, um sich ganz dem Training ihrer besonderen Kriegstechnik zu widmen.
Nach Finkelstein datieren die bekannten, von den Ausgräbern Salomo zugeschriebenen Pferdeställe Megiddos ins 8. Jahrhundert. Hier, im fruchtbarsten Teil des Landes, wurden Pferde gehalten, was ein sehr lukratives Geschäft war. Die großen nubischen Pferde, die für die Streitwagen der assyrischen Armee gesucht wurden, importierte Israel aus Ägypten. In Megiddo wurden sie gezüchtet und dressiert und dann nach Assur und an andere Kunden im Norden weiterverkauft.

## Wirtschaft und Verwaltung
Megiddo hatte als Verwaltungszentrum des Nordreichs Israel einen anderen Charakter als davor (spätbronzezeitlicher Stadtstaat) und danach (assyrische Provinzhauptstadt). In der israelitischen Zeit gab es kaum Wohnquartiere. Nur die staatlichen Funktionäre lebten in der Stadt, ihre Untertanen betrieben Landwirtschaft mit Überschussproduktion in der Umgebung. Entsprechendes wurde auch in gleichzeitigen Straten in Hazor festgestellt.

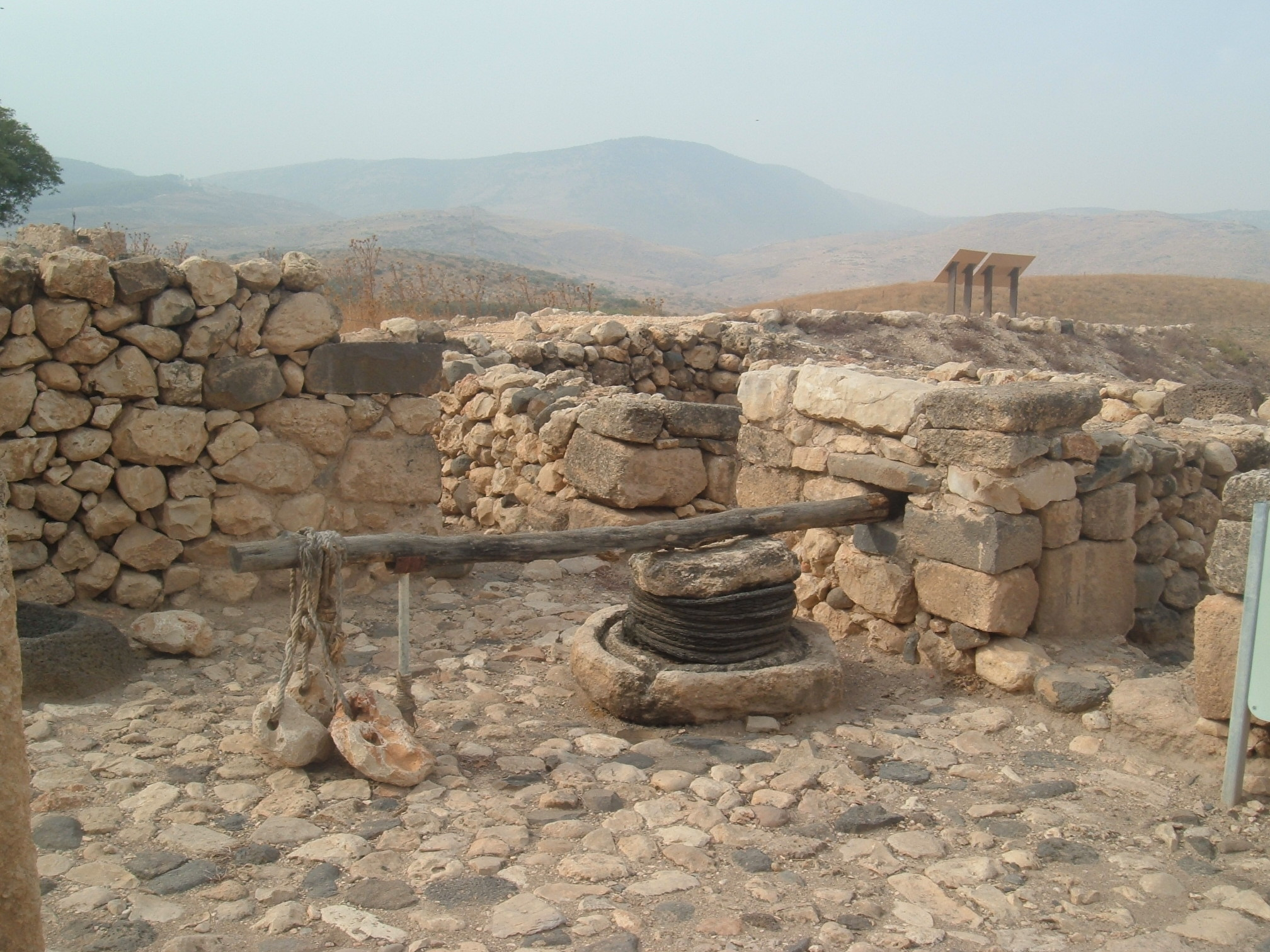
Rekonstruktion einer eisenzeitlichen Ölpresse in Hazor

1910 fanden Archäologen in der Akropolis von Samaria 102 Ostraka mit Wirtschaftstexten, möglicherweise eine Palastregistratur, die Abgaben der Landbevölkerung an den königlichen Hof dokumentierte. Die Stratigraphie war 1910 noch nicht ausgereift, so dass die Datierung der Ostraka erfolgt, indem man das Alter der Buchstabenformen (paläografisch) abschätzt. Die Ostraka stammen demnach aus der Regierungszeit Jerobeams II. Inhaltlich geht es um Lieferungen von Öl und Wein. Im Bergland südlich von Samaria wurden zahlreiche Produktionsstätten für Olivenöl aus der Eisenzeit IIB identifiziert. Man nimmt an, dass die Olivenölproduktion im 8. Jahrhundert gesteigert wurde. Olivenöl war ein wichtiger Exportartikel Israels, da Olivenbäume in Ägypten, Phönizien und Mesopotamien weniger gut gediehen. Unter assyrischer Oberherrschaft nahm Israel am internationalen Handel teil. Die Folge war eine soziale Spaltung: Großgrundbesitzer, die ihr Land verpachteten, profitierten vom Olivenanbau. Die Existenz als Pächter war dagegen prekär. Verschuldung in Folge einer Missernte führte leicht in immer größere finanzielle Abhängigkeit. Texte aus dem biblischen Buch Amos illustrieren diese Verhältnisse (z. B. Am 2,6 , Am 4,1 ); allerdings wurden sie mit zeitlichem Abstand niedergeschrieben. Barbara Schmitz vermutet: „Der Anteil an ‚echten‘ Worten des ‚historischen‘ Amos dürfte gering sein. Doch die Schlagkraft seiner Verkündigung zeigt sich eben auch darin, dass seine Worte einen solchen Eindruck hinterlassen haben, dass sie von kommenden Generationen gesammelt, erweitert und unter seinem Namen weiterentwickelt wurden.“
Kuntillet ʿAdschrud im Nordosten der Sinai-Halbinsel wird als israelitischer Handelsposten des frühen 8. Jahrhunderts interpretiert. Diese festungsartig gesicherte Anlage war eine Station am Handelsweg Darb el-Ġazze, die Tell el-Qedērat/Kadesch-Barnea mit Tell el-Ḫulēfe/Eilat verband. In Kuntillet ʿAdschrud fanden die Archäologen größere Mengen gefärbter Textilien, die hier offenbar weiterverarbeitet wurden und ein Exportgut Israels darstellten. Eine fragmentarische Wandmalerei im Eingangsbereich zeigt eine sitzende Herrscherfigur bzw. einen offiziellen Repräsentanten Israels, der an einer Lotosblüte riecht.

## Schreiberausbildung
In der Karawanserei von Kuntillet ʿAdschrud fanden die Archäologen Briefformulare, die zeigen, dass ausgebildete Schreiber für das Nordreich tätig waren. Archäologisch lässt sich die Literaturproduktion in Tell Deir Alla (Ostjordanland, um 800 v. Chr.) belegen. In einem Gebäude, das einem schweren Erdbeben zum Opfer fiel, fanden sich zwei literarisch gestaltete aramäische Wandinschriften:
- A: eine weisheitlich gefärbte Erzählung mit dem Propheten Bileam in der Hauptrolle;
- B, sehr fragmentarisch: ein weisheitlicher Dialog.

Es gibt keine Hinweise auf eine religiöse oder staatlich-repräsentative Funktion des Gebäudes. Erhard Blum vermutet, dass es sich um eine Schule handelte. Dafür spricht, dass die Ausgräber eine L-förmige bankartige Erhöhung des Fußbodens feststellten. Wer darauf saß, hatte die in einer eleganten Kursivschrift mit roter und schwarzer Tinte beschriebene Wand im Blick. Man kann sich vorstellen, dass sie wie eine Tafel im Unterricht genutzt wurde. Nach Bedarf konnte man sie übertünchen und neu beschreiben. Tell Deir Alla, zwar nur ein Dorf, aber verkehrstechnisch günstig gelegen, gehörte zum Herrschaftsbereich von Aram/Damaskus. Nach Blum wurden hier Angehörige der lokalen israelitischen Oberschicht unterrichtet, um die aramäische Herrschaft in der Region zu festigen. Wegen der kulturellen Nähe zu den Aramäern kann man sich die Schreiberausbildung des Nordreichs Israel ähnlich vorstellen.

## Literarische Werke
Insbesondere in der Regierungszeit Jerobeams II., die mit einem kulturellen Aufschwung einherging, ist mit Sammlung und Verschriftlichung nordisraelitischer Traditionen zu rechnen. Einige literarische Werke wurden nach dem Ende des Nordreichs in den Süden gebracht und in Jerusalem einer grundlegenden Überarbeitung unterzogen. Literatur des Nordreichs Israel ging auf diesem Wege in die Hebräische Bibel ein, soweit sie für die Jerusalemer Redaktoren akzeptabel war.
Eine Urfassung im Nordreich Israel wird für folgende Texte diskutiert:
- Psalm 45, Dichtung eines Hofpoeten anlässlich der Hochzeit des Königs: Es handelt sich um einen im Buch der Psalmen singulären Text, der durch sprachliche Merkmale (Aramaismen) in den Norden bzw. an den Hof von Samaria weist und zur Heiratspolitik der Omriden passt.[84]
- Jakobsüberlieferungen im Buch Genesis: Die literarische Figur Jakob (genannt Israel) ist in besonderer Weise mit dem Höhenheiligtum in Bet-El verbunden (Gen 28,12–15 ZB, Gen 35,10 EU) und besucht mit Sichem, Mahanajim und Pnuel weitere Orte, die im Nordreich liegen, dagegen nie Jerusalem, Hebron, Gerar oder Mamre, Schauplätze der Abraham- und Isaak-Erzählungen.[85] Unumstritten ist eine solche Lokalisierung des Jakobszyklus allerdings nicht, denn die für die Komposition zentralen Erzählungen zeigen Jakob als Exulanten in Mesopotamien und setzen, wenn Jakob eine Art Identifikationsfigur sein soll, den Fall Samarias und die Exilierung seiner Eliten nach 720 v. Chr. voraus: „Die literarisch-topographische Inszenierung der Jakobsgeschichte, die Jakob mit den exilierten Israeliten und mit der ostjordanischen Diaspora in Verbindung bringt, ist demnach nicht vor dem 7./6. Jh. v. Chr. denkbar.“[86] (Detlef Jericke) Konsens ist nach wie vor, dass die Jakobserzählungen sich auf das Nordreich beziehen, der Dissens besteht in der Frage, ob sie vor oder nach 720 entstanden, d. h. ob sie einen Kult in Bet-El und einen König in Samaria voraussetzen oder den Verlust beider literarisch verarbeiten.[87]
- Mose-Exodus-Erzählung: Wie immer der historische Kern der Exodustradition bestimmt wird, sie wurde an den beiden Heiligtümern Bet-El und Dan gepflegt (1 Kön 12,28 ZB; der Plural – zwei Stierbilder entsprechend den beiden Kultstätten – findet sich auch in Ex 32,4 ZB) und spielt auch bei den im Nordreich tätigen Propheten Hosea und Amos eine wichtigere Rolle als bei den Propheten des Südens.[88]
- Weisheitsliteratur, die in einem gelehrten Schreibermilieu mit Kontakten nach Ägypten (Buch der Sprichwörter, Kapitel 10–29, besonders 22–24) abgefasst wurde.[89]

Die Niederschrift von Prophetenworten steht in engem zeitlichem Zusammenhang mit dem Ende des Nordreichs. Hosea und Amos als historische Akteure wirkten im Nordreich, ihre mündliche Lehre ist allerdings nicht mehr fassbar. Im Buch Hosea, Kapitel 4–9 und 10–11 ist eine besonders altertümliche Form von Schriftprophetie erkennbar. Dieser Textzusammenhang lässt erkennen, dass er in einen Übergang mündlicher Kultur zur Schriftkultur gehört. Er setzt beim Leser viel Hintergrundwissen voraus und bleibt daher relativ dunkel.

## Kunst

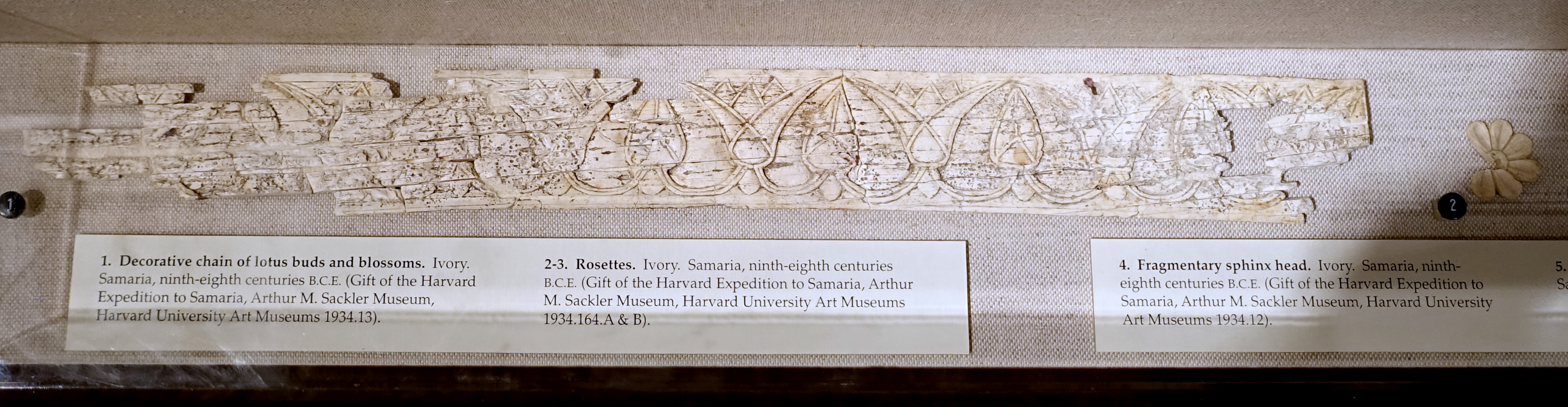
Elfenbeinschnitzerei, Lotosblüten, Samaria, Eisenzeit II (Harvard Semitic Museum)

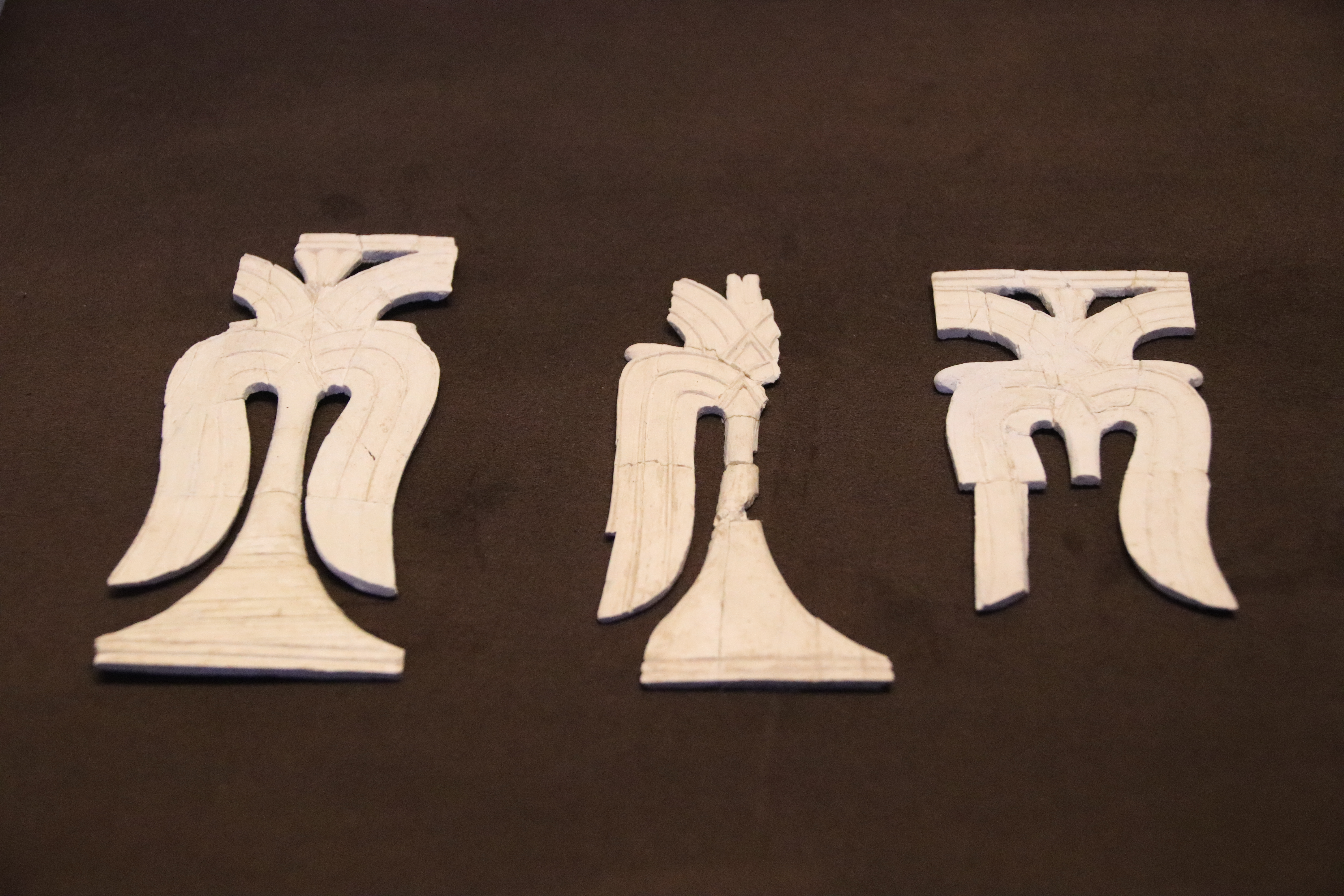
Elfenbeinschnitzerei, Heilige Bäume, Samaria, Eisenzeit II (Israel Museum)

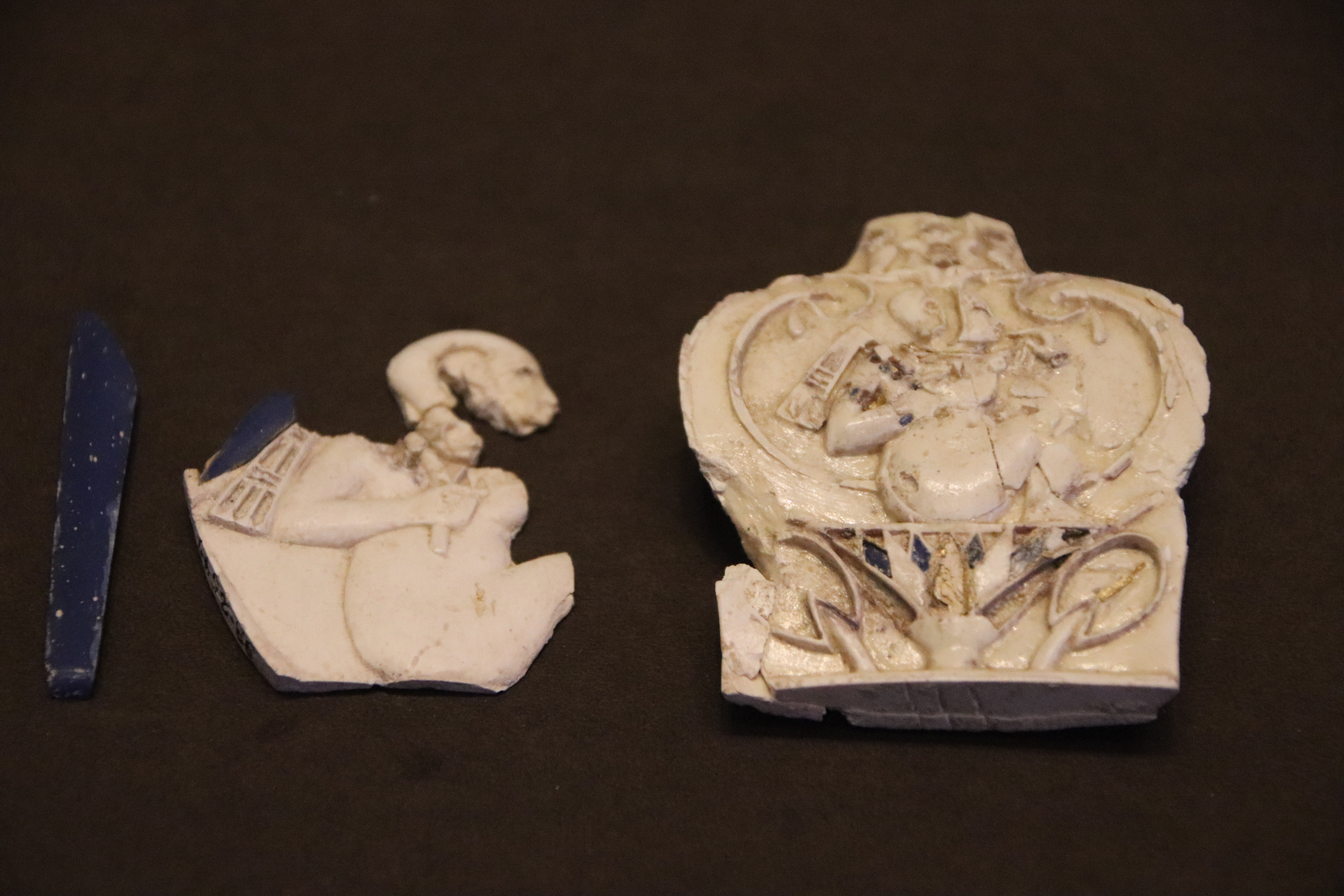
Elfenbeinschnitzerei, Horus als Kind, Samaria, Eisenzeit II (Israel Museum)

Von der Inneneinrichtung der Residenz Samaria blieben Elfenbeintäfelchen mit syrisch-phönizischen und ägyptischen Motiven erhalten und Einlegearbeiten der nicht mehr vorhandenen Möbel. Der Ausgräber John W. Crowfoot brachte sie mit dem „Haus aus Elfenbein“ 1 Kön 22,39  in Verbindung. Er glaubte 1932, am Fundort der Elfenbeinplättchen auf Ahabs Palast gestoßen zu sein. 1938 nahmen die Crowfoots diese Identifikation wieder zurück und räumten ein, kein Palastgebäude in diesem Bereich gefunden zu haben. Tatsächlich wurden die Elfenbeinschnitzereien nicht in situ gefunden, sondern in hellenistisch-römischen Kontexten, wo sie sekundär deponiert worden waren.
Die Schnitzereien zeigen einen hohen kunsthandwerklichen Standard unter Verwendung wechselnder Techniken, teilweise mit farbigen Glaseinlagen und Goldapplikationen. Die Motivwahl ist der Spätbronzezeit verpflichtet und bezieht sich auf die Königsideologie. Da auch Produktionsabfälle in Samaria gefunden wurden, erscheint eine Herstellung vor Ort durchaus möglich. Auch in Megiddo und Hazor wurden Elfenbeinfragmente gefunden, die ins 8. Jahrhundert datiert werden können. Die meisten der Elfenbeinschnitzereien dürften aber aufgrund stilistischer Kriterien Importe aus Damaskus gewesen sein.
In Glyptik und Kunsthandwerk des Nordreichs Israel mischten sich verschiedene religiöse Symbolsysteme. Besonders bei Amuletten waren ägyptische Motive (Sonnenscheibe, Skarabäus, Uräus) seit der Spätbronzezeit ungebrochen beliebt. Außerdem wurde die Gottheit als „Herr der Strauße“ wie auch als „Herr der Capriden“ dargestellt. Angelika Berlejung schreibt: „Die ägyptisch beeinflusste religiöse Sonnen- und Schutzmachtsymbolik (Flügelwesen) wurde durch phönizische Vermittlung in Israel seit dem 9. Jh. (am produktivsten im 8. Jh.) und damit früher und intensiver rezipiert als in Juda,“ was z. B. auch in Hos 6,3–5  seinen Niederschlag gefunden hat.
Zu den bedeutendsten Funden der Megiddo-Ausgrabung 1903–1905 unter Leitung von Gottlieb Schumacher gehörte das offizielle Siegel eines hohen Beamten Jerobeams II. Das Objekt ist ein Jaspis, die ovale, 3,7 cm lange Siegelfläche zeigt einen ausschreitenden, brüllenden Löwen und den Schriftzug hebräisch לשמע עבד ירבעם „(Siegel) des Šēmaʿ, Dieners des Yārobʿām.“

## Religion

### JHWH als höchster Gott
Die Religionsgeschichte des Nordreichs Israel ist eng mit seiner politischen Geschichte verbunden. JHWH war der höchste Gott der Bergbauern- und Viehzüchtergesellschaft in Zentralpalästina. Die aus den Samaria-Ostraka bekannten Personennamen der Oberschicht zeigen deutlich, dass JHWH die wichtigste Gottheit dieser Menschen war. Die Omriden führten den Stämmeverbund zu einem Territorialstaat zusammen, der z. B. ins Ostjordanland vordrang. Damit war zugleich eine Verbreitung des JHWH-Kultes verbunden: Mescha von Moab berichtete in seiner Bauinschrift, dass er neben seinen militärischen Erfolgen gegen Israel auch den Kult des Gottes JHWH schädigte oder beendete, indem er dessen offenbar wertvolles Kultinventar in Nebo plünderte.
In Regionen, die Israel nur zeitweise politisch kontrollierte (Jesreelebene, Bet Schean, Galiläa), ist kaum damit zu rechnen, dass die Bevölkerung ihren höchsten Gott Hadad/Baal gegen JHWH austauschte. „Ob die Verehrung des JHWH in Abgrenzung zu Hadad/Baal in diesen Ortslagen Wurzeln schlagen konnte, ist u. a. darum so schwer zu profilieren, weil diese Götter als Wettergötter engstens miteinander verwandt waren und auch miteinander identifiziert werden konnten.“ Eine weitere verehrte Gottheit war Aschera, eine syrisch-kanaanäische Meeresgöttin sumerischen Ursprungs. Archäologische Funde lassen vermuten, dass Aschera von Israeliten als Ehefrau von JHWH verehrt wurde. So fand sich in der Karawanenstation Kuntillet 'Adschrud ein Vorratskrug (Krug A) aus dem 8. bis 7. Jahrhundert v. Chr. mit folgender Inschrift:

„… Ich habe Euch gesegnet durch JHWH und seine Aschera.

Amaryo sprach zu seinem Herrn: …

Ich habe dich gesegnet durch JHWH und seine Aschera.

Er möge dich segnen,

und er möge dich behüten,

und er möge sein mit meinem Herrn.“

Unter Ahab scheinen die Konflikte zwischen den Anhängern des Baal- und des JHWH-Kults zugenommen zu haben, was sich in der Überlieferung zum Propheten Elija niederschlägt.

### Heiligtümer und ihre Ausstattung
Biblische Quellen nennen Dan und Bet-El als überregional wichtige JHWH-Heiligtümer des Nordreichs.
- In Dan befand sich ein traditionelles Quellheiligtum, an dem nach Am 8,14 ZB ein namenloser „Gott von Dan“ verehrt wurde. Die Präsenz des Nordreichs Israel in Dan war aber von so kurzer Dauer, dass diese archäologische Stätte als Quelle für die Religionsgeschichte des Nordreichs ohne besondere Bedeutung ist.
- Bet-El spiegelt im Fundgut der Eisenzeit II den für das Nordreich zu erwartenden guten technischen Standard, wobei Luxuswaren selten sind – insgesamt verglichen mit dem nahegelegenen Tell-en-Nasbeh ein recht bescheidener Ort.[103] Ein JHWH-Heiligtum konnte nicht identifiziert werden. Deshalb sind auch keine Aussagen darüber möglich, ob es ein Stierbild (1 Kön 12,26ff. ZB) oder eine Mazzebe (Gen 28,10 ff. ZB) besaß. Möglicherweise befand es sich außerhalb der Siedlung und bestand auch nach der Plünderung durch die Assyrer weiter (vgl. 2 Kön 23,15 ZB).[104]

In ihrer Baupolitik scheinen die Omriden abgesehen von einer Kapelle in Samaria keinen besonderen Wert auf Stadttempel gelegt zu haben, und der Kult an außerstädtischen Heiligtümern („Kulthöhen“) ist archäologisch nicht fassbar. Eine Ausnahme bildet der Tempel in Bet-Schean, Stratum V, der wohl einen lokalen Tempeltyp (dreischiffig mit Pfeilerbauweise und hinteren Nebenräumen) zeigt.
Der epigraphisch (Pithos A aus Kuntillet ʿAdschrud, spätes 9. / frühes 8. Jahrhundert) für die Residenz Samaria belegte Kult „JHWHs und seiner Aschera“ ist durch die archäologische Erforschung Samarias nicht bestätigt worden. Das Nimrud-Prisma Sargons II. erwähnt, dass sich bei der assyrischen Einnahme Samarias anthropomorphe Kultstatuetten im dortigen JHWH-Heiligtum befanden, die die Assyrer mitnahmen: „27280 Menschen zusammen mit [ihren] Str[eitwagen] und den Göttern, ihren Helfern, rechnete ich [als] Beute.“

### Religionsgemeinschaft nach 720 v.Chr.
Benedikt Hensel kommt vor allem aufgrund des archäologischen Befunds zu der These, dass das Nordreich Israel nicht anders unterging als das Südreich Juda rund 140 Jahre später. Damit widerspricht er einer älteren Forschungsmeinung, wonach die Bevölkerung des Nordreichs aus der Geschichte verschwunden sei, während es der Bevölkerung des Südreichs gelungen sei, auch nach dem Verlust eigener Staatlichkeit als soziale und religiöse Gemeinschaft weiter zu bestehen. Religiöse, kulturelle und ethnische Kontinuitäten blieben, so Hensel, bei beiden Bevölkerungen bis in die Perserzeit bestehen. Deshalb sei der JHWH-Monotheismus in zwei unterschiedlich konturierten, regionalen Ausformungen entwickelt worden. Das Verhältnis beider Gruppen sei nicht von tiefen Konflikten geprägt, sondern ein Nebeneinander gewesen, dessen greifbares Produkt der gemeinsam geschaffene Pentateuch sei, ein „Kompromissdokument der Kultgemeinden vom Garizim und Zion.“ Erst seit der Ptolemäerzeit (3./2. Jahrhundert v. Chr.) seien Konflikte zwischen Samaritanern und Juden greifbar, die dann auch die Geschichtskonstruktion des Flavius Josephus prägten. Josephus habe Verhältnisse seiner eigenen Zeit in die Perserzeit rückprojiziert.

## Wirkungsgeschichte

### Israel: vom eisenzeitlichen Staat zur Glaubensgemeinschaft
„Das war das Ende. Oder etwa doch nicht? In einer überraschenden Wendung der Geschichte war Israel kurze Zeit später wieder da, allerdings nicht als Königreich, sondern als ideelles Konzept.“

Mit dieser Formulierung weist Israel Finkelstein darauf hin, dass die Selbstbezeichnung „Israel“ nach dem Ende des politischen Akteurs 722/720 v. Chr. quasi frei wurde für neue Inhalte. Als rund 140 Jahre nach Samaria auch Jerusalem fiel, war „Israel“ die gemeinsame Identität, die Juden im Babylonischen Exil mit den in Eretz Israel verbliebenen Menschen verband. Das Israel, das sich nach dem Exil konstituierte, hatte sein Zentrum im Jerusalemer Tempel. Konsequent durchgeführt wurde dieses Programm in der Perserzeit und frühen hellenistischen Zeit von den Verfassern der Chronikbücher. Diese sind ein klassisches Beispiel für das Phänomen der Rewritten Bible. Die Autoren schrieben die Bücher der Könige in der Weise um, dass die Geschichte des Nordreichs ausgeblendet wurde: Was nicht Jerusalem als Mittelpunkt hat, ist für die Chronik nicht Israel im eigentlichen Sinn. Das war zur Abfassungszeit der Chronikbücher auch als Einladung an die Samaritaner gemeint, sich nach Jerusalem zu orientieren.

### Schlechte Könige
Die biblischen Bücher der Könige gelten als Teil des Deuteronomistischen Geschichtswerks. Sie bewerten alle Könige des Nordreichs negativ, weil sie alle in Kontinuität zur „Sünde Jerobeams“ gehandelt hätten, d. h. dem ersten König des Nordreichs, Jerobeam I., wird ein nach der „Reichsteilung“ initiierter illegitimer JHWH-Kult in Bet-El und Dan zugeordnet (1 Kön 12,1 ff. ; 2 Kön 17,1 ff. ), während der einzig legitime Ort der JHWH-Verehrung der Jerusalemer Tempel sei. Historisch gesehen, lag Dan außerhalb des Territoriums, das Jerobeam I. kontrollierte. Unter Jerobeam II., dem letzten bedeutenden Herrscher des Nordreichs, gehörten diese beiden Orte zum Nordreich. Es ist möglich, dass eine Erinnerung an religionspolitische Maßnahmen dieses Königs als „Sünde Jerobeams“ weit zurück in die Vergangenheit projiziert wurde, und jeden König des Nordreichs diskreditierte.
Omri, der Dynastiegründer, bleibt in den Königsbüchern ganz im Schatten seines Sohnes und Nachfolgers Ahab und dessen Frau Isebel. An Ahab interessiert freilich nicht sein Beitrag zur antiassyrischen Koalition in der Schlacht bei Qarqar, sondern seine Auseinandersetzung mit dem Propheten Elija. Elija ist für den biblischen Erzähler ein Streiter für die Alleinverehrung JHWHs und damit ein Kritiker des Königspaars in Samaria. Die historische Gestalt Elijas ist kaum zu fassen, „am Anfang der Traditionsbildung scheint ein Wundertäter und Regenmacher gestanden zu haben, der erst im Zuge der […] Rezeptionsgeschichte zum Paradigma für einen JHWH-Propheten wurde, dessen Wort in jedem Fall in Erfüllung ging“ (Jan Christian Gertz).

### Ahab und Isebel

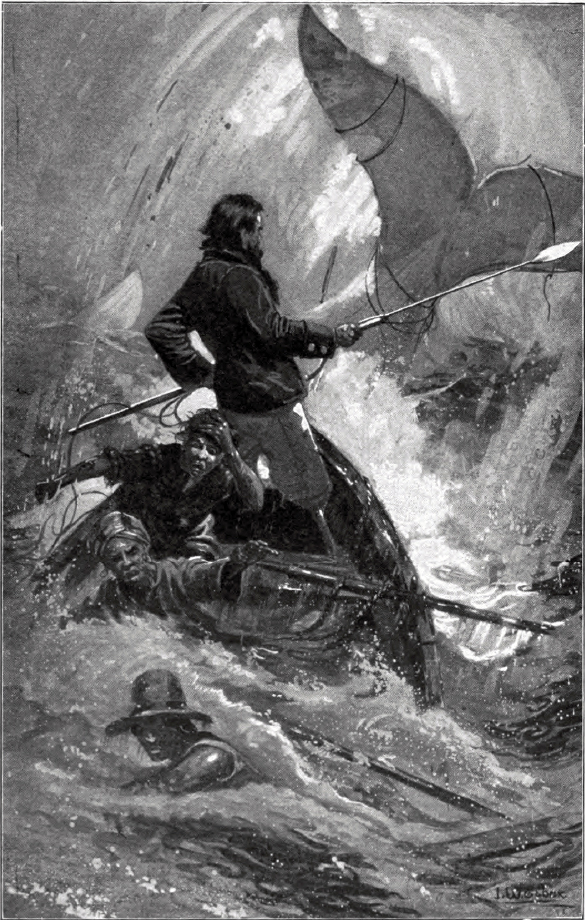
Das Ende von Kapitän Ahab (Buchillustration von Isaac Walton Taber: Moby Dick, or: The Whale. New York 1902)

Der Ahab-Stoff wurde nachbiblisch wenig rezipiert; die große Ausnahme hierbei ist Herman Melvilles Roman Moby-Dick. Nicht nur wird Ahab, der Kapitän des Unglücksschiffs Pequot, erklärtermaßen zum gleichnamigen König Israels in Beziehung gesetzt; dem Ich-Erzähler Ishmael wird durch eine Reihe düsterer Vorzeichen und Prophezeiungen der Untergang der Pequot angekündigt. Noch vor der Abfahrt warnt ihn ein abgerissener Prophet, der sich Elijah nennt, und als letztes Unglücksorakel in dieser Reihe begegnet die Pequot dem Walfänger The Jeroboam, der aufgrund einer an Bord herrschenden ansteckenden Krankheit auf Abstand bleiben muss; die Kommunikation zwischen beiden Schiffen wird immer wieder unterbrochen und reißt schließlich ab.
Im Jesuitendrama des 16. Jahrhunderts stehen Ahab und Isebel für den Protestantismus; die Gegenseite sah in Isebel eine Chiffre für das Papsttum in Rom. Die literarische Figur Isebel wurde weit häufiger rezipiert als Ahab. Wenn Ahab neben Isebel überhaupt genannt wird, ist er ein schwacher, von seiner Frau manipulierter König. Seit dem Altertum und bis in die Neuzeit ist Isebel der Archetyp der gefährlichen, bösen Königin. Elisabeth I., Maria Stuart, Caterina de’ Medici wurden von ihren Kritikern als Isebel gekennzeichnet.

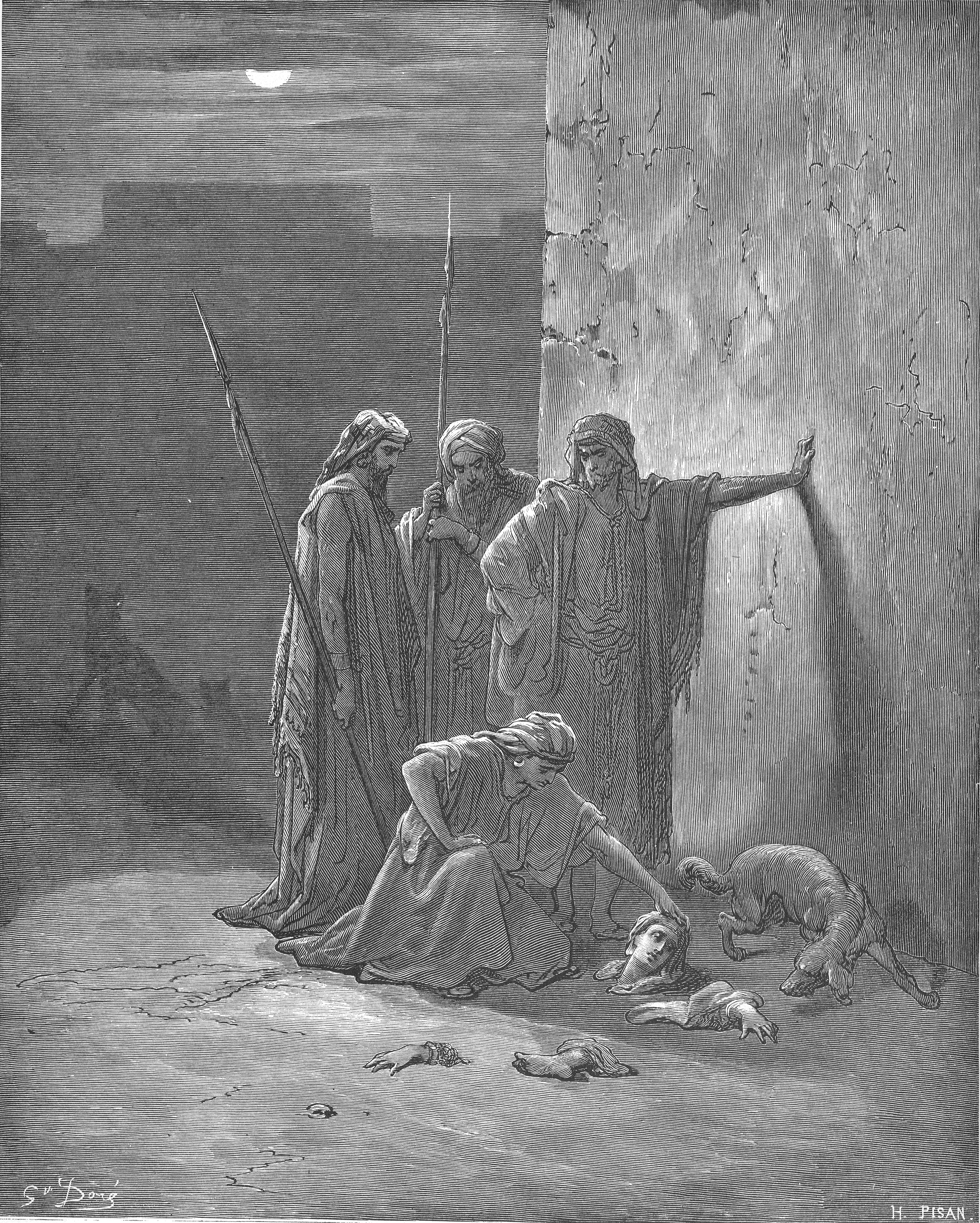
Die sterblichen Überreste der Isebel (Gustave Doré, 1866)

Zum Isebel-Bild in Literatur, Kunst und Musik kommt eine Komponente hinzu, die durch die Johannesoffenbarung des Neuen Testaments verstärkt wurde: Isebel als sexuell aggressive Frau (Offb 2,20 , vgl. 2 Kön 9,22 ). In der urchristlichen Gemeinde von Thyatira gab es eine Prophetin, die (ebenso wie Paulus von Tarsus) den Verzehr von Fleisch, das aus Schlachtungen in paganen Tempeln stammte, für akzeptabel hielt. Der biblische Seher Johannes brandmarkte diese liberale Haltung als Götzendienst. Indem er die Prophetin aus Thyatira mit dem Namen Isebel belegte, brachte er zum Ausdruck: Sie spielt in der dortigen Christengemeinde die gleiche Rolle der Verführerin wie die Königin Isebel im Nordreich Israel. Der Name Isebel wurde zu einem „Synonym für religiös und sexuell nicht gebilligtes Verhalten“. Das bestimmte die weitere Wirkungsgeschichte.
In den Vereinigten Staaten erhielten afroamerikanische Sklavinnen von ihren Herren häufig den Namen Jezebel (Isebel). Indem sie so als sexuell gefährlich etikettiert wurden, schien eine Vergewaltigung durch weiße Männer entschuldbar. Entsprechende Jezebel-Figuren begegnen auch in amerikanischer Trivialliteratur des 19. Jahrhunderts. Im 20. Jahrhundert wurde Jezebel/Isebel in künstlerischen Gegenkulturen zu einer positiven Figur. Meist gilt sie als Opfer oppressiver Sexualnormen. Dabei wird die Geschichte Isebels, wie sie in den biblischen Königsbüchern dargestellt wird, allerdings nicht rezipiert. Eine Ausnahme bildet der Song Jezebel (1994, aus dem Album When the Kite String Pops) der Band Acid Bath, der sich auf das blutige Ende der israelitischen Königin (2 Kön 9,35 ) bezieht: „…how she cries in agony as her fingers are cut off…“

## Forschungsgeschichte
Konsens der älteren Forschung war, dass das Davidisch-salomonische Großreich nach dem Tod Salomos in ein Nordreich Israel und ein Südreich Juda zerbrochen sei (1 Kön 12). Diese sogenannte Reichsteilung im Jahr 926 galt als das erste feste Datum der Geschichte Israels. Israel und Juda übernahmen nach dieser Hypothese aus Salomos Großreich eine Erbmasse staatlicher Strukturen (Hof, Finanzverwaltung und Streitkräfte) und waren daher als Nachbarstaaten quasi auf Augenhöhe, meistens als Konkurrenten, gelegentlich als Verbündete. Das Südreich sei politisch gefestigter gewesen als das Nordreich. Hier hätten sich immer nur kurzfristig Dynastien etablieren können, die durch blutige Umstürze wieder beseitigt wurden. Ein weiteres Symptom mangelnder Stabilität sei gewesen, dass es zunächst wechselnde Residenzen der Nordreichskönige gab (Sichem, Pnuel, Tirza), ehe Samaria dauerhaft zur Königsstadt wurde. Außerdem sei die Bevölkerung des Nordreichs durch einen hohen Anteil an Kanaanäern mit „eigenen politischen, rechtlichen, sozialen und religiösen Anschauungen“ gekennzeichnet gewesen. Um diese Menschen zu integrieren, habe insbesondere König Ahab den Synkretismus gefördert bzw. die „Baalreligion“ toleriert.
Die Mehrheit der heutigen Fachleute vertritt die Hypothese Großreich nicht mehr. Jerusalem war als Ort zu klein und wirtschaftlich zu schwach, um von hier aus den Norden Palästinas regieren zu können. Aber alle Versuche einer historischen Rekonstruktion der Ära Salomos haben gemeinsam, „dass sich der Mangel an außerbiblischen Quellen durch Imagination nicht beheben lässt“, fasst Angelika Berlejung die Problematik zusammen. „Wie vom davidischen so fehlt auch vom salomonischen Reich archäologisch und epigraphisch jede Spur.“

### Hayim Tadmor (1969)
Die Omridenzeit stellte der israelische Altorientalist Hayim Tadmor unter den Titel „Die Zeit des engen Bündnisses“. Ihr Hauptmerkmal sei die Eintracht der Bruderstaaten Israel und Juda, bekräftigt durch eine königliche Heirat. Daraus seien Frieden und Wohlstand entstanden. Die Urbanisierung schritt voran. Das Nordreich Israel expandierte territorial und gewann an Gewicht in der internationalen Politik. Die Gründung Samarias dokumentierte Omris Stärke und Unabhängigkeit. König Ahab ergriff eine diplomatische Initiative, um gemeinsam mit Hamat und Damaskus der aufziehenden assyrischen Bedrohung zu begegnen. Ahabs Beitrag zur antiassyrischen Koalition in der Schlacht von Qarqar zeigte Israels ökonomische und militärische Stärke. Es waren primär König Jorams militärische Fehlleistungen, die aus Tadmors Sicht das Ende der Dynastie herbeiführten. Als zu den militärischen Misserfolgen noch eine von einer Dürre verursachte Wirtschaftskrise kam, habe die Armee unter Anführung von Jehu gemeutert. Jehus Aufstand sei darin erfolgreich gewesen, dass er fremdländische Einflüsse auf Israel ausschaltete, allerdings um einen hohen Preis. Es folgte ein 40-jähriger Niedergang. Außenpolitisch isoliert, stand Israel allein seinem Feind Aram-Damaskus gegenüber, und Jehus Sohn Joahas sei nicht mehr gewesen als ein aramäischer Vasall. Paradoxerweise kamen ausgerechnet die Assyrer Israel gegen die Aramäer zu Hilfe. Nach der Niederlage von Damaskus konnte Israel als dessen Nachfolger die Rolle als führender Staat im syrisch-palästinischen Raum einnehmen. So bedeutete die Regierungszeit Jerobeams II. „sicherlich die bedeutendste Zeit in der Geschichte des Nordreichs“, auch wenn die biblischen Königsbücher sie nur knapp darstellen. Jerobeams II. Gebietsgewinnen in Baschan, Hauran und Nordgilead folgte eine intensive israelitische Siedlungstätigkeit in diesen Regionen. Indem Israel einen wichtigen Handelsweg zwischen Ägypten und Mesopotamien kontrollierte, blühte auch die Wirtschaft auf. Die Archäologie bestätigt mit den Grabungsfunden aus Samaria dieses Bild des Wohlstands, durch das biblische Buch Amos wird aber auch deutlich, dass sich soziale Gegensätze verschärften und die Periode der Stabilität nach Jerobeams II. Herrschaft endete.

### Antonius H. Gunneweg (1989)
Während Juda in den ersten Jahrzehnten nach der hypothetischen Reichsteilung, wenn auch vom Großstaat zum Kleinstaat reduziert, doch eine relativ gute Zeit erlebt habe, stellte sich die Geschichte des Nordreichs für den Bonner evangelischen Alttestamentler Antonius H. Gunneweg anfangs krisenhaft dar. Das Territorium schrumpfte, da die Aramäer nun Gebiete kontrollierten, die nach der Hypothese Großreich zuvor von Salomo beherrscht worden waren. Eine Wende brachte die Königsherrschaft Omris, den Gunneweg als umsichtigen und tatkräftigen Staatsmann würdigte. Omri sei es gelungen, das bislang stärkere Südreich Juda unter die Dominanz des Nordens zu bringen. Gunnewegs Darstellung der Geschichte des Nordreichs, ausgehend vom Großreich Salomos und der Reichsteilung, konvergiert nun zu der Geschichte dieses Staates, die ohne beide Hypothesen auskommt. Auch Gunneweg würdigte den Erfolg der antiassyrischen Koalition in der Schlacht bei Qarqar und schrieb Ahab eine Führungsrolle in diesem Bündnis zu.
Gegen die „moderne“ Religionspolitik der Omriden habe sich eine konservativ-jahwistische Opposition in der Bevölkerung formiert, erkennbar hinter den Prophetenlegenden um Elija und Elischa, den Rechabitern (für Gunneweg eine Art Orden, der alte nomadische Ideale gepflegt habe), vor allem aber in der Revolution Jehus, die religiös motiviert gewesen sei. Mit seinem Fanatismus für den traditionellen JHWH-Glauben habe Jehu Israel außenpolitisch isoliert. Die Konsequenzen illustriere die Darstellung auf dem Schwarzen Obelisken: „Jehu der Blutige bringt in Proskynese vor dem assyrischen Großkönig seinen Tribut dar.“ Als die Aramäer Assur tributpflichtig wurden, diese aber vorübergehend nicht weiter nach Westen expandierten, sei noch einmal ein Gleichgewicht der Kräfte entstanden. Die Propheten Amos, Hosea und Jesaja hätten allerdings in dieser Zeit wirtschaftlicher Blüte „tiefer geblickt und die tödlichen Gefahren erkannt,“ nämlich die Polarisierung zwischen Arm und Reich. Ihre Kritik daran sei in qualifizierter Weise „Predigt“ gewesen, die das „Kerygma von Kreuz und Auferstehung präfiguriert.“ (Dass der Alttestamentler Gunneweg von der Theologie Rudolf Bultmanns beeinflusst ist, wird hier offenkundig.) Die Ereignisse unmittelbar vor dem Fall Samarias rekonstruiert Gunneweg so, dass Hoschea eigentlich der Mann Assurs auf dem Thron in Samaria gewesen sei, seine Beteiligung am Aufstand eine Verzweiflungstat oder ein nur scheinbares Mittun. Die Assyrer hätten ihn im Vorfeld der Belagerung verhaftet. Aber auch ohne den König habe sich die Festung Samaria drei Jahre gegen die Übermacht der assyrischen Armee gehalten, ehe sie schließlich fiel. Danach sei die Bevölkerung des Nordreichs durch Deportationen „gleichgeschaltet“ worden, während es Ahas von Juda gelang, sein Land vor der totalen Unterwerfung unter die Assyrer zu bewahren, ein vorsichtiges Lavieren, aber „von weltgeschichtlicher Bedeutung“. Denn „von nun an wird Juda Israel repräsentieren.“